# تشارلز سيمز (رسام)
قالب
تشارلز هنري سيمز (عضو الأكاديمية الملكية، وعضو الجمعية الملكية للرسامين بالألوان المائية) (٢٨ كانون الثاني ١٨٧٣، إزلنغتون – ١٣ نيسان ١٩٢٨، سانت بوزولز) كان رسامًا بريطانيًا تصويريًا معروفًا بلوحاته الشخصية والمناظر الطبيعية.
اشتهر في البداية كواحد من أبرز رسامي العصر الإدواردي، لكن بعد وفاة ابنه في الحرب العالمية الأولى، أصبح عمله يتّسم بفرادة متزايدة، واتجه نحو السريالية وأثار الجدل. في سنة ١٩٢٠، عُيّن مديرًا لمدارس الأكاديمية الملكية للفنون، وهو منصب أُجبر لاحقًا على الاستقالة منه في عام ١٩٢٦.
وفي الوقت نفسه، انقطع عن زوجته وأطفاله. وتُعدّ لوحات سيمز الأخيرة، التي حملت عنوان "الأفكار الروحية"، "أجمل أعماله" في نظر بعض المشاهدين، لكنها كانت مزعجة للغاية في نظر آخرين.
انتحر في عام ١٩٢٨.

## التعليم والبداية المهنية
وُلد في إزلنغتون، لندن، وكان سيمز ابنًا لصانع أزياء. تعرّض لإصابة في مرحلة الطفولة المبكرة هددت حياته وأدت إلى عرج دائم في إحدى ساقيه. كانت ذكرياته الأولى مرتبطة بعلاج طبيعي مؤلم، وكطفل لم يكن قادرًا على المشاركة الكاملة في الأنشطة البدنية. وقد أثّر هذا العجز تأثيرًا عميقًا على عمله كفنان. كما كتب ابنه وكاتب سيرته الذاتية آلان سيمز: "ظل عرجه دائمًا عبئًا كبيرًا"، و"كان له تأثير كبير على الاتجاه الغريب لفنه نحو المواضيع المرحة والتقنية الرياضية"، بحيث "شملت أبرز سماته انشغالًا بالحركة السريعة لأجساد لا تشوبها شائبة مغمورة في ضوء الشمس والهواء" و"تصميمًا على الهروب من حدود الحياة الجسدية الفعلية إلى منطقة من خياله الخاص... إن سحر لوحاته الأكثر بهجة يتعزّز بهذا الحزن الكامن."
بدأ تدريبه المهني في مجال الأقمشة، وفي سن الرابعة عشرة أُرسل إلى باريس حيث تعلم اللغة الفرنسية. لكنّه ابتعد عن المسار التجاري وقرر دراسة الفن، فالتحق سنة ١٨٩٠ بكلية الفنون في ساوث كنسينغتون، قبل أن يعود إلى باريس ويقضي عامين في أكاديمية جوليان. وبحاجة إلى منح مالية لإعالة نفسه، عاد إلى لندن والتحق بمدارس الأكاديمية الملكية للفنون سنة ١٨٩٣، لكن "غروره الباريسي وسلوكه المتغطرس نفّرا الإدارة، وفي عام ١٨٩٥ تم طرده دون مراسم."
رغم الطرد، "نال سيمز الثقة ليبدأ برسم مشاهد احتفالية ذات طابع باخوسي، منفذة ببراعة مذهلة"، منها لوحة الكرمة سنة ١٨٩٦، وهي أول لوحة له تُعرض في الأكاديمية الملكية. وفي سنة ١٨٩٧ عرض لوحة الطفولة، التي "أكدت براعته في تجسيد تأثيرات ضوء الشمس"؛ وقد عُرضت في صالون باريس سنة ١٩٠٠، واشتراها الدولة الفرنسية (وهي الآن في متحف أورسي). تخصص في مشاهد خيالية نيوكلاسيكية، عادة ما تكون مثالية لنساء وأطفال (وأحيانًا جنيات وفاونات) في أماكن خارجية. كما حقق نجاحًا كرسام بورتريهات لشخصيات من المجتمع الراقي.
في سنة ١٨٩٧، تزوّج من أغنيس، ابنة الرسام جون ماكوويرتر. وغالبًا ما ظهرت هي وأطفالهما، سواء في صور فوتوغرافية أو في لوحاته، كنماذج ومواضيع مكررة.
في سنة ١٩٠٦، جلب له معرض فردي في صالات ليستر نجاحًا نقديًا وماليًا، مما سمح له بالانتقال للعيش في الريف، أولًا إلى فيتلوورث ثم لودسورث، وهما قريتان قرب بيتوورث في ويست ساسكس.
في سنة ١٩٠٧، رسم لوحة مهرجان الجزيرة، والتي اعتُبرت "ربما تحفته الفنية". وفي سنة ١٩١٠، وصفته مجلة ذا آرت جورنال بأنه "آرييل الأكاديمية بكل تأكيد... هذا هو الفن الذي تخيّله كيتس في قصيدته 'أنشودة على جرة يونانية': 'دائمًا يلهث ودائمًا شاب.'"
وفي سنة ١٩١٠، انتُخب زميلًا في الجمعية الملكية للرسامين بالألوان المائية، وفي سنة ١٩١٥ أصبح عضوًا في الأكاديمية الملكية للفنون.
كانت المواضيع "المنعشة، المشمسة، في الهواء الطلق" التي عُرف بها، مستوحاة جزئيًا من عطل قضاها في آران في اسكتلندا، ولاحقًا في بروج ببلجيكا وإتابل في فرنسا، حيث كانت هناك مستعمرة فنية دولية.في سنة ١٩٢١، كتب الناقد الفني بي. جي. كونودي عن مجموعة لوحات سيمز المليئة بالفرح:
الحياة بالنسبة له عطلة أركادية أبدية... النغمة الأساسية لفنه هي بهجة الحياة الشديدة. وهذه البهجة المنعكسة في لوحاته معدية. إن السعادة الهادئة لفن سيمز تجعل المشاهد ينسى كل الهموم والمحن والانشغالات التافهة في حياته اليومية.

أما نيويورك تايمز فقد رأت في أعمال سيمز "فرادة لا يمكن أن تكون مملة أو ثقيلة"، وروحًا "لا يمكن إخمادها."

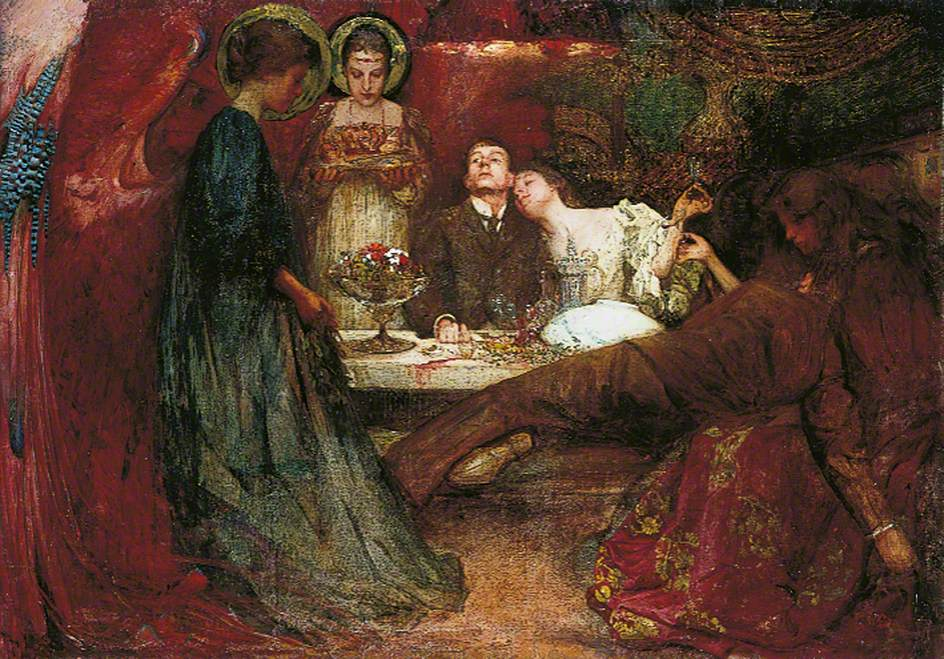
"ما هذا بالنسبة لي ولك الذين يشربون الخمر بشراهة؟" (1895)
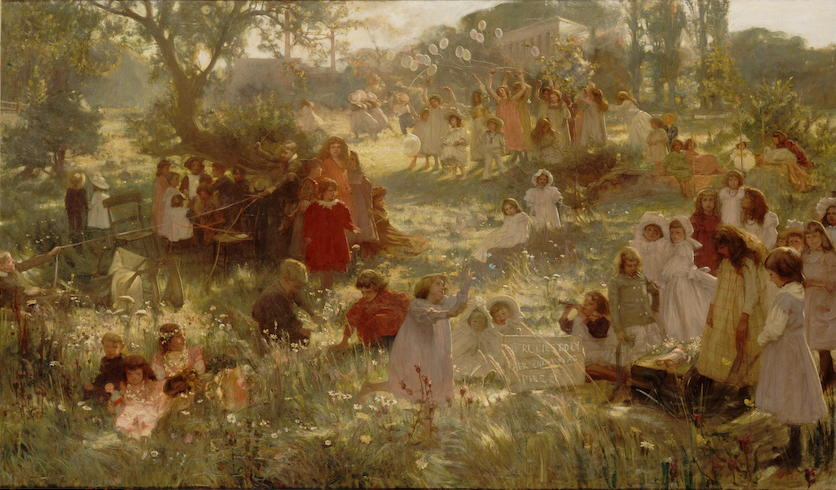
الطفولة (1897)
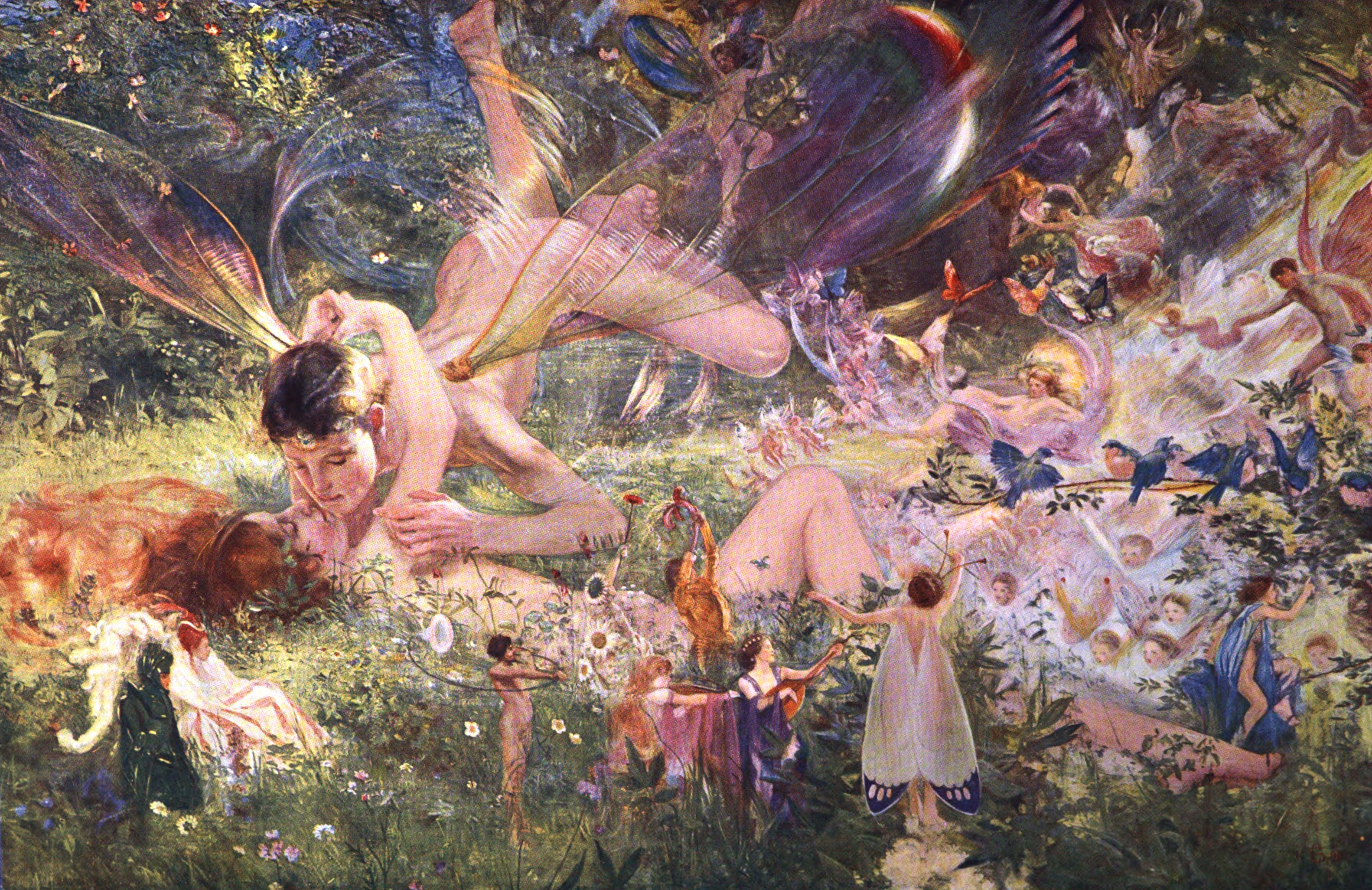
مغازلة الجنيات (1898)
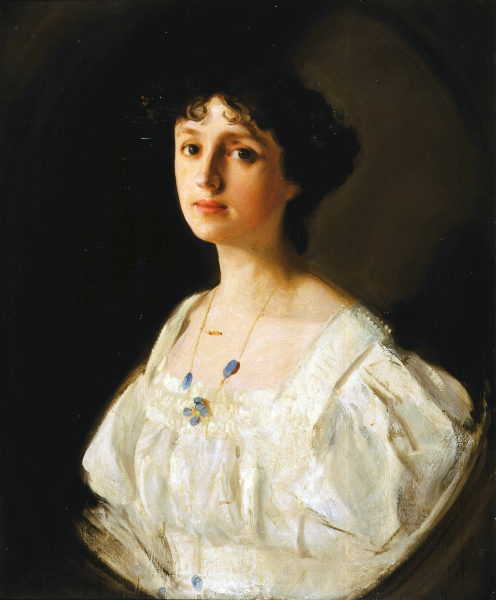
السيدة ليليان بريثويت ( ق. 1902 )
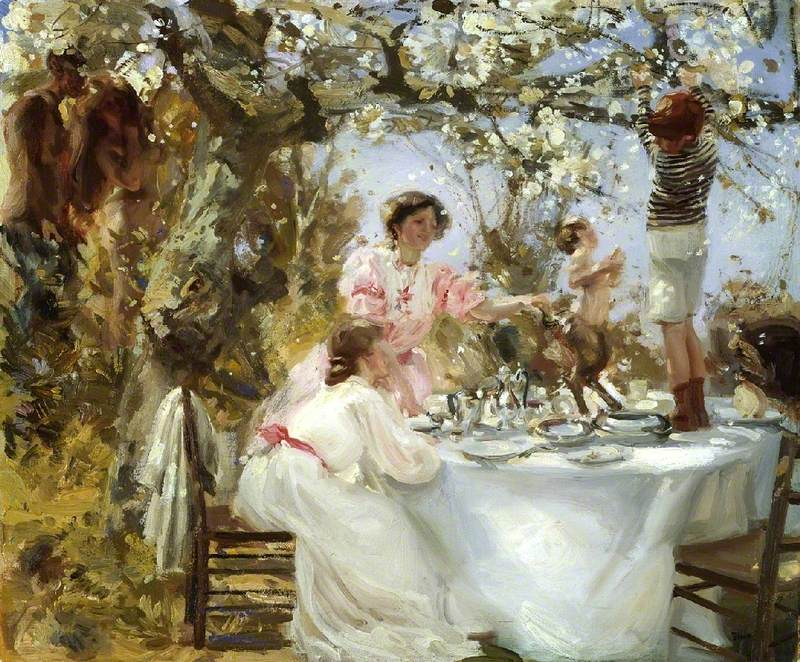
الفون الصغير (نسخة 1905-1906)
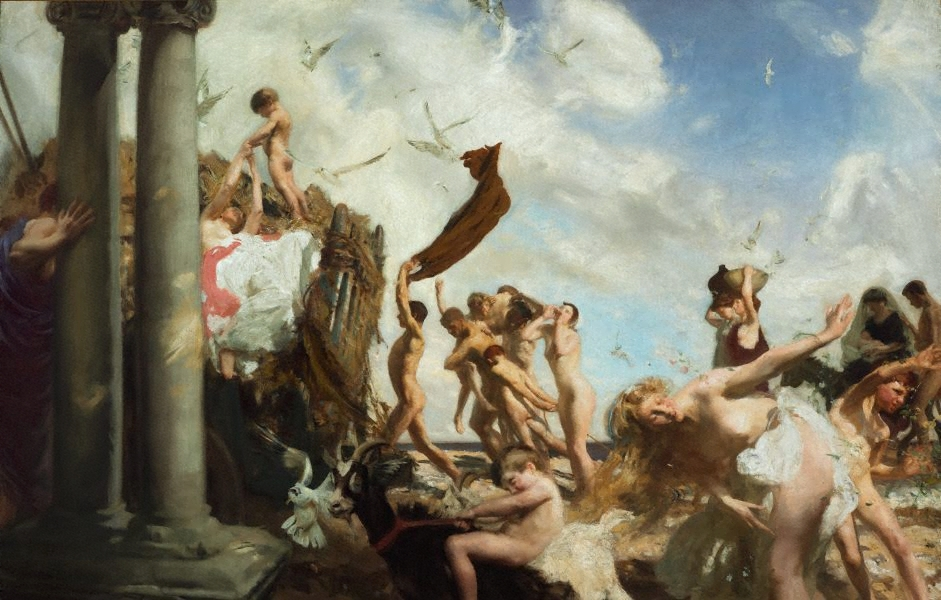
مهرجان الجزيرة (1907)
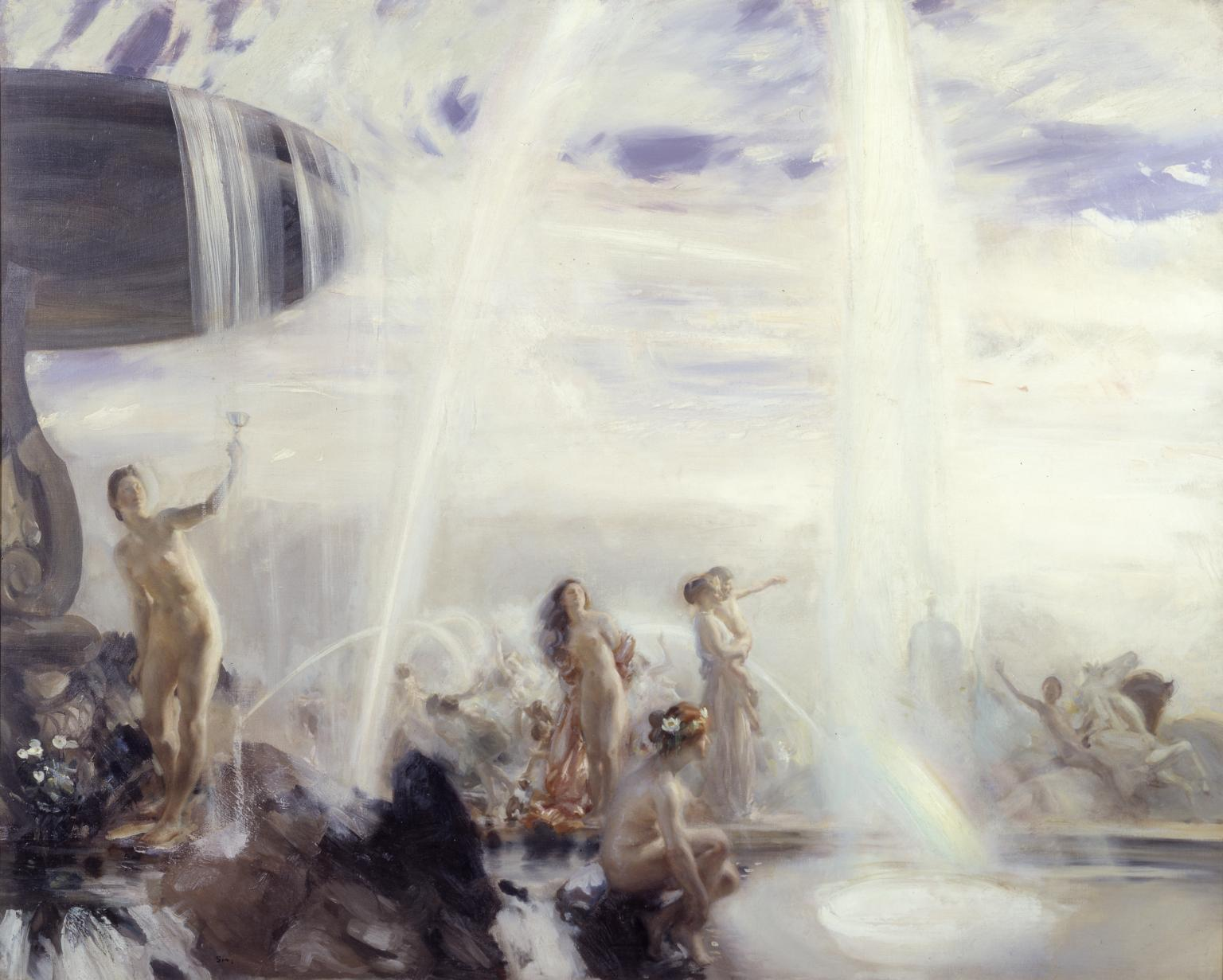
النافورة (1907/8)
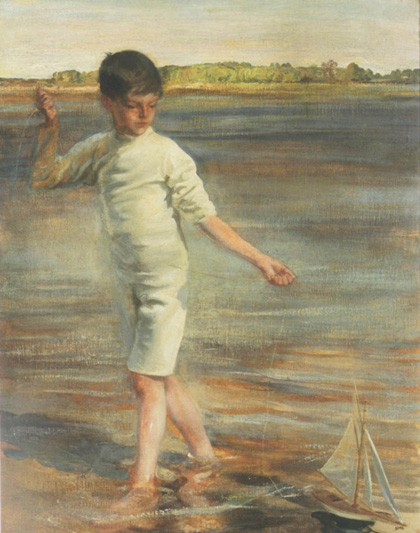
كينيث كلارك ( ق. 1911 )
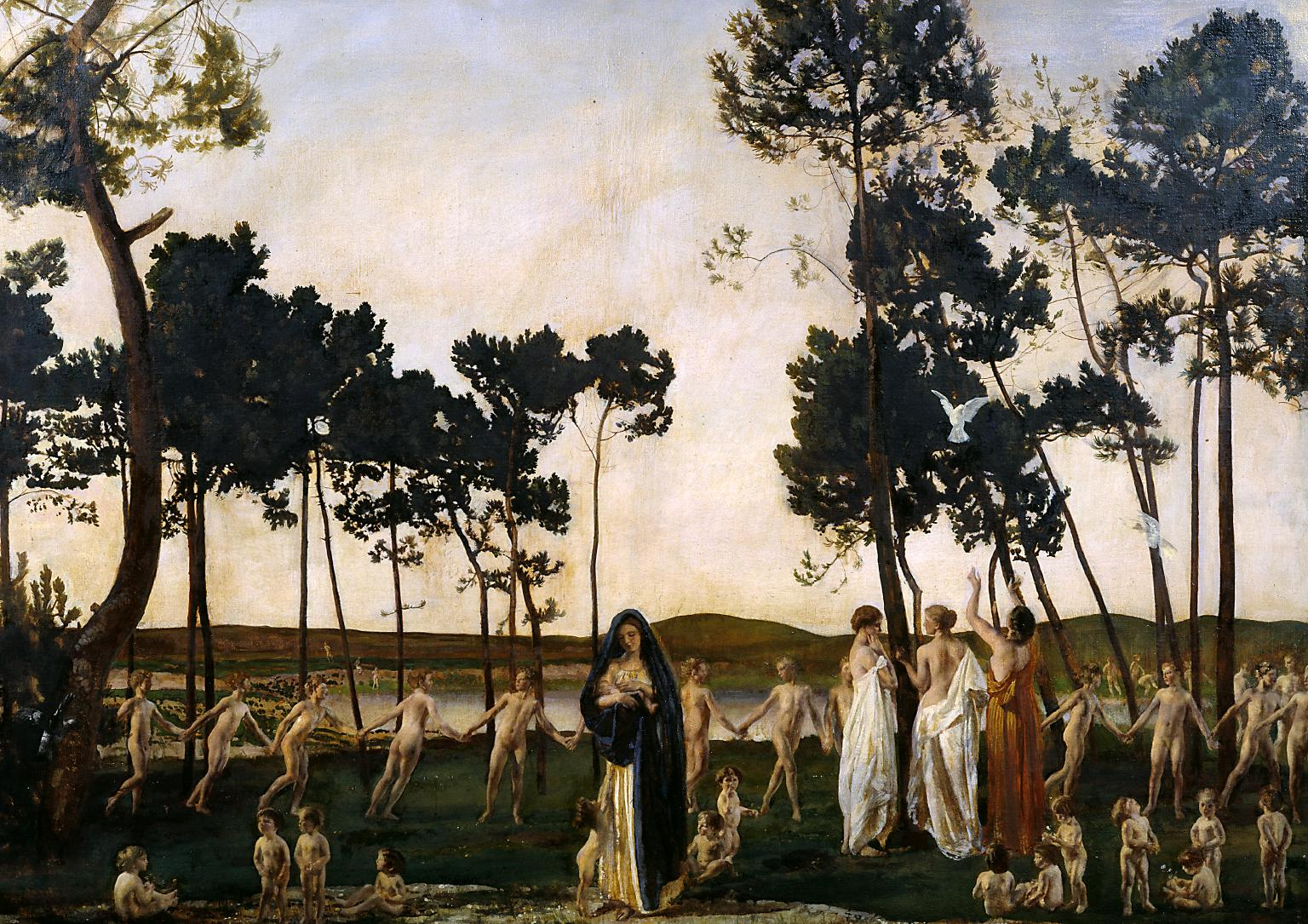
الغابة وراء العالم (1913)
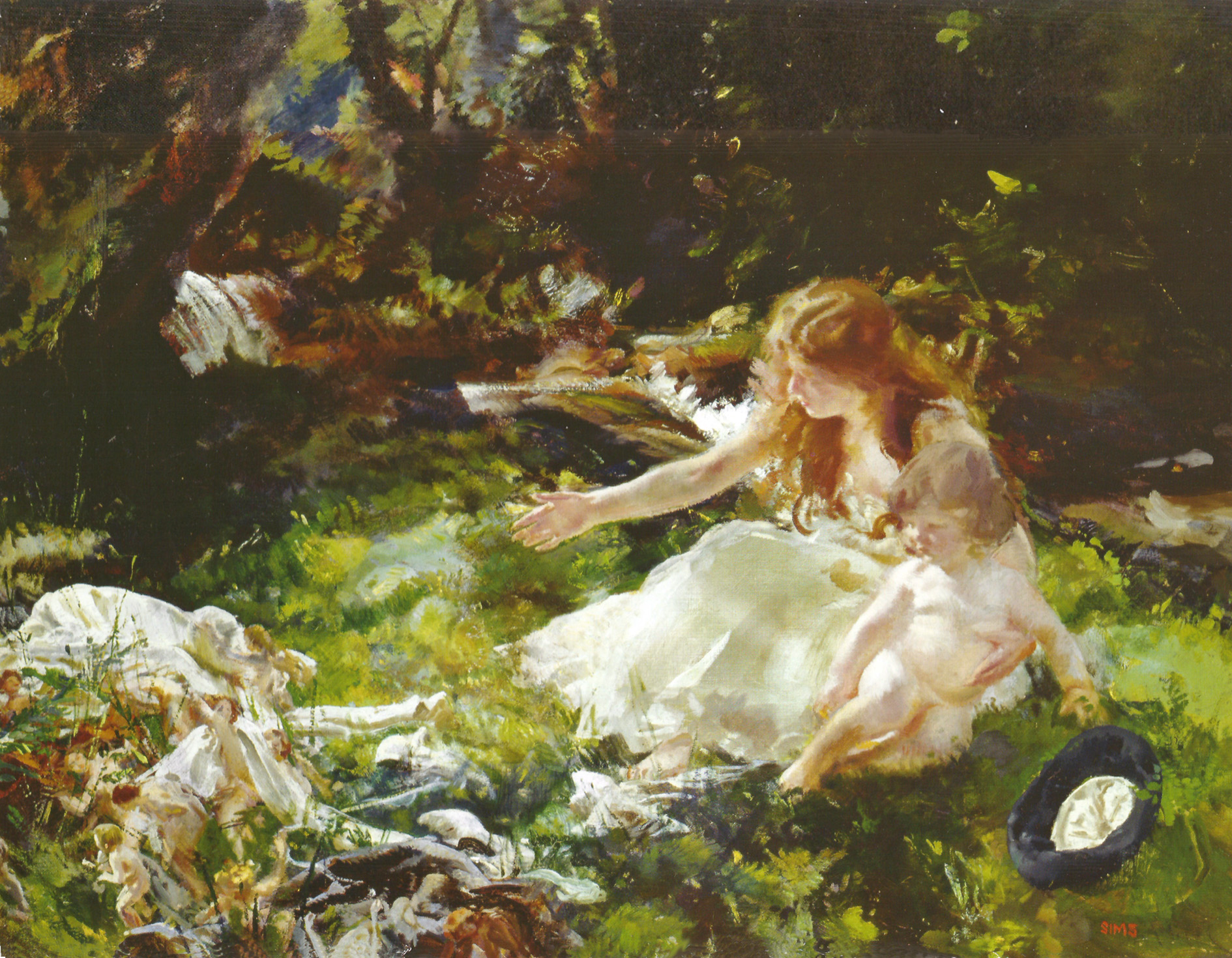
"...وهربت الجنيات بملابسها" (nd)

## الحرب العالمية الأولى
كانت الحرب العالمية الأولى تجربة مؤلمة للغاية بالنسبة لتشارلز سيمز. فقد قُتل ابنه الأكبر، جون، الذي كان يخدم كضابط بحري صغير في البحرية الملكية، في تشرين الثاني ١٩١٤، إثر فقدان السفينة إتش.إم.إس بولوارك، وهو ما شكّل صدمة دفعت سيمز في سنة ١٩١٥ إلى إضافة عنصر مأساوي إلى عمله المثالي كليو والأطفال، حيث لطّخ لفافة إلهة التاريخ بالطلاء الأحمر لتمثيل الدم. "اعتقد سيمز أن الحرب قد انتهكت براءة الأجيال القادمة. شعر بأن التاريخ لم يعد يمكن تجسيده كإلهة جميلة تنقل الحكمة، بل أصبح لديه دروس أكثر عنفًا ليُعلّمها."

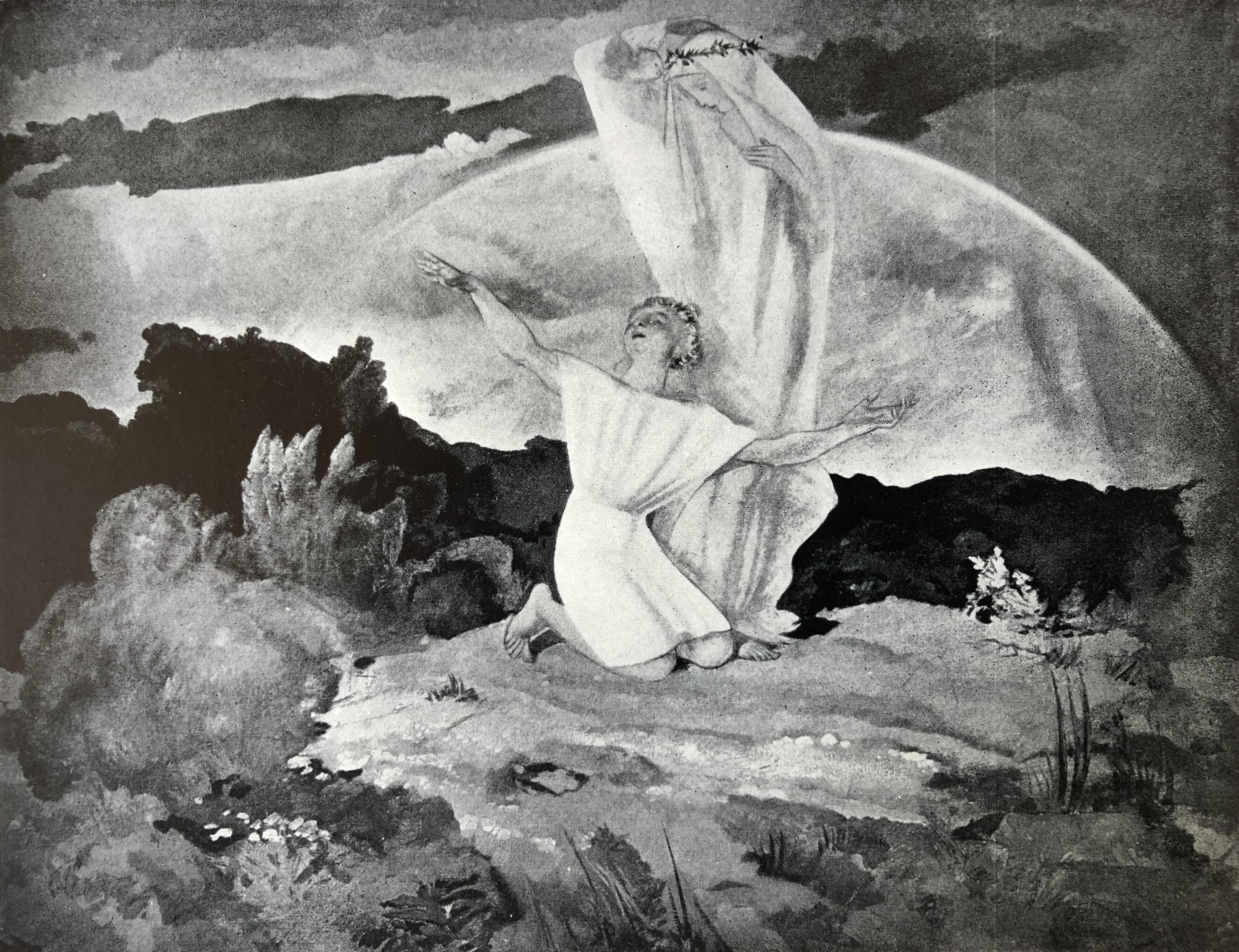
الزواج ، من كتاب أسرار الكنيسة المقدسة السبعة (1917).

ويُعدّ ابن سيمز من بين المفقودين الذين خُلدت أسماؤهم على نُصب بورتسموث البحري التذكاري.
في شباط ١٩١٧، عرض سيمز مجموعة من اللوحات التقشفية، الغريبة الطابع، والمتعمّدة في طابعها القديم، تمثل الطقوس السبعة المقدسة للكنيسة. ووفقًا لابنه آلان، "لم يعرف أحد كيف يفسرها." موقع هذه اللوحات اليوم غير معروف، وتُعدّ من أقل أعماله شهرةً حتى اليوم.
في سنة ١٩١٨، سافر إلى فرنسا بصفته فنانًا رسميًا للحرب، ورسم سلسلة من المناظر الطبيعية المدمّرة. كما أنجز أعمالًا تُخلّد قتلى الحرب، مستخدمًا رمزية الصلب. في لوحة ما من محبة أعظم من هذه (١٩١٦)، يظهر ابنه شخصيًا على الصليب، مع أفراد العائلة أسفله. وهناك صلب آخر، على نطاق أوسع وبتفاصيل بانورامية، يظهر فيه المسيح على الصليب، وقد أصبح مساهمة سيمز في المتحف الحربي الكندي، تحت عنوان التضحية (١٩١٩).

في سنة ١٩٢٠، كُلّف سيمز بتزيين سقف معهد المهندسين المدنيين في شارع غريت جورج، ويستمنستر، فجاءت النتيجة أكثر تقليدية لكن ما تزال "مبتكرة للغاية" كنشيد تمجيدي لجهود الحرب، حيث "تهبط شخصية النصر من الأعلى، محاطة بعلم الاتحاد المتموّج، حاملةً إكليل الغار للمنتصر، والذي يؤدي أيضًا دور إكليل جنائزي للضحايا. وعلى الأطراف، يُميل الناس رؤوسهم لينظروا إلى الأعلى... وطائرة ذات جناحين، رمز الحداثة، تعبر المشهد." ترتدي شخصية النصر غطاء رأس، ومعظم وجهها غير ظاهر.

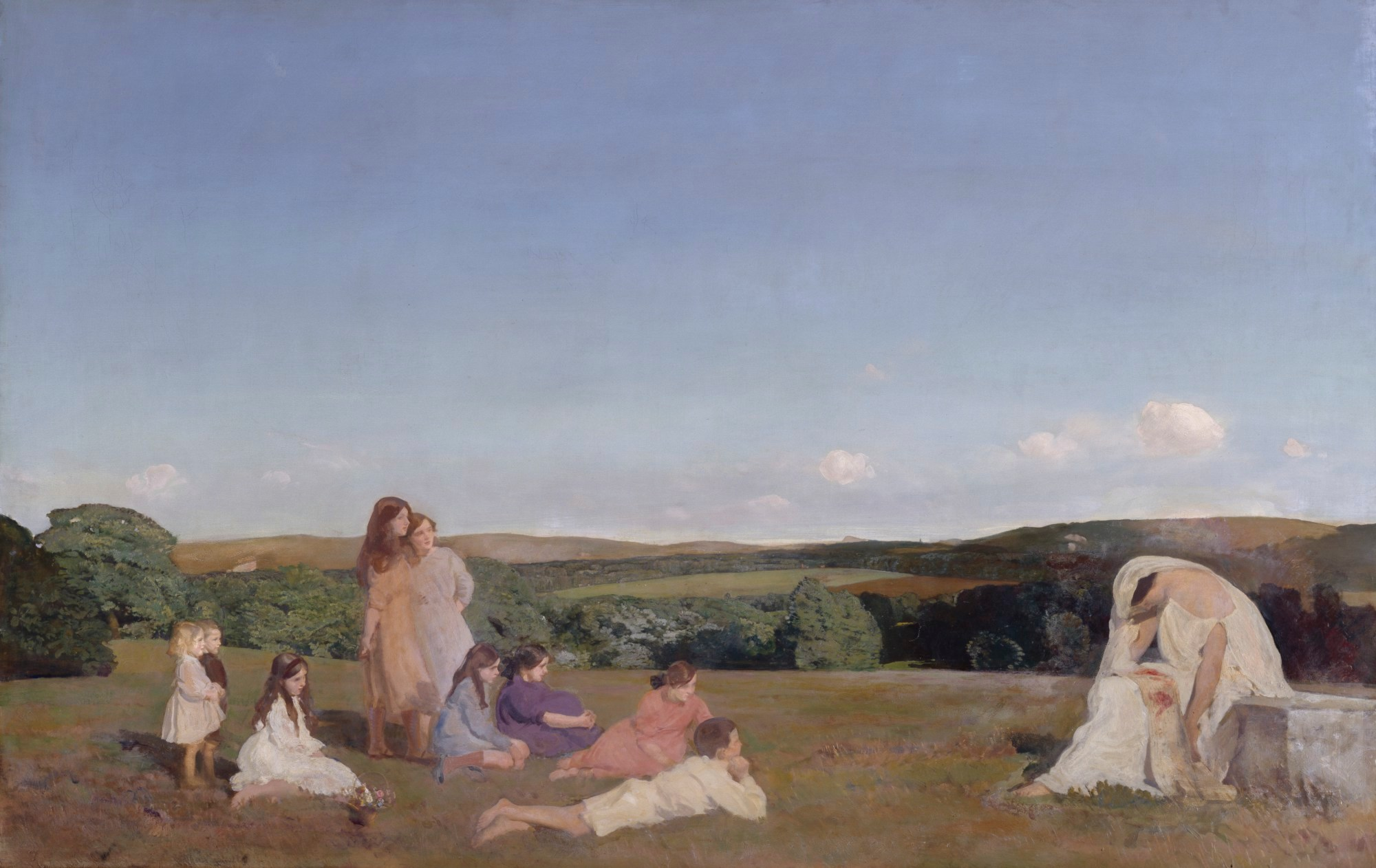
كليو والأطفال (1913/1915)
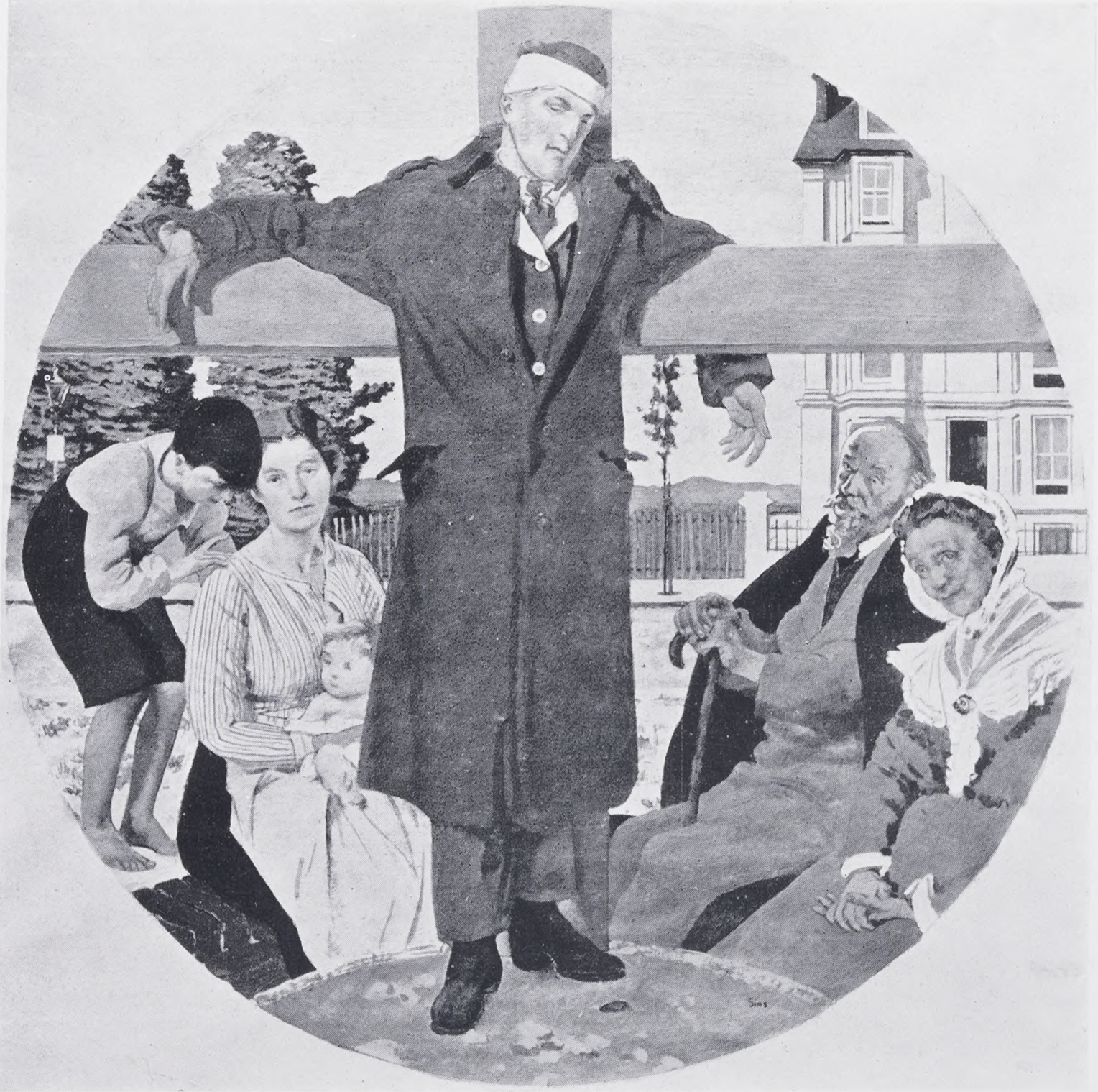
الحب الأعظم لا يعرفه أحد (1916)
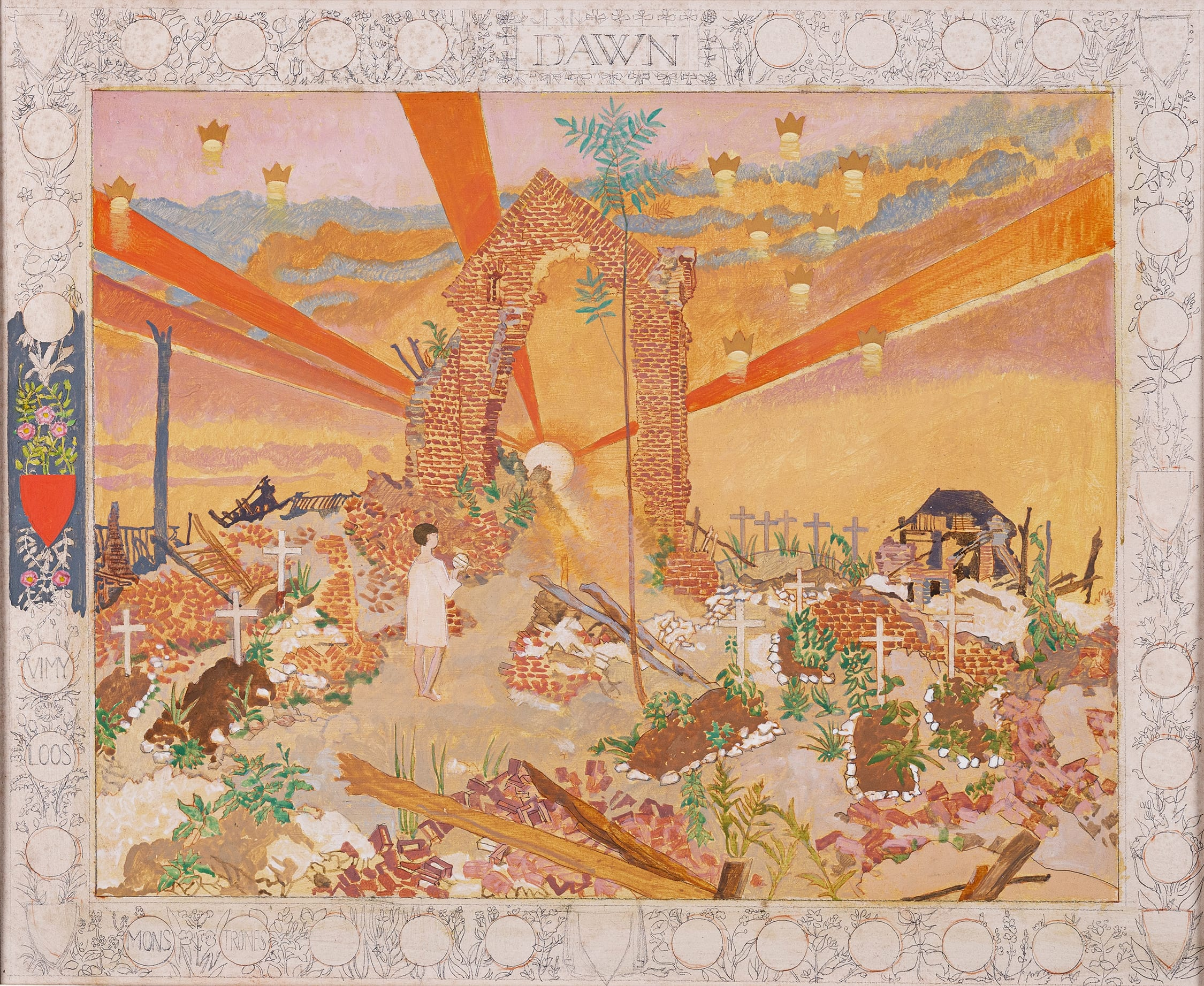
الفجر فوق ساحات المعارك في فيمي، ولوس، ومونس، وترونيس ( ق. 1918 )
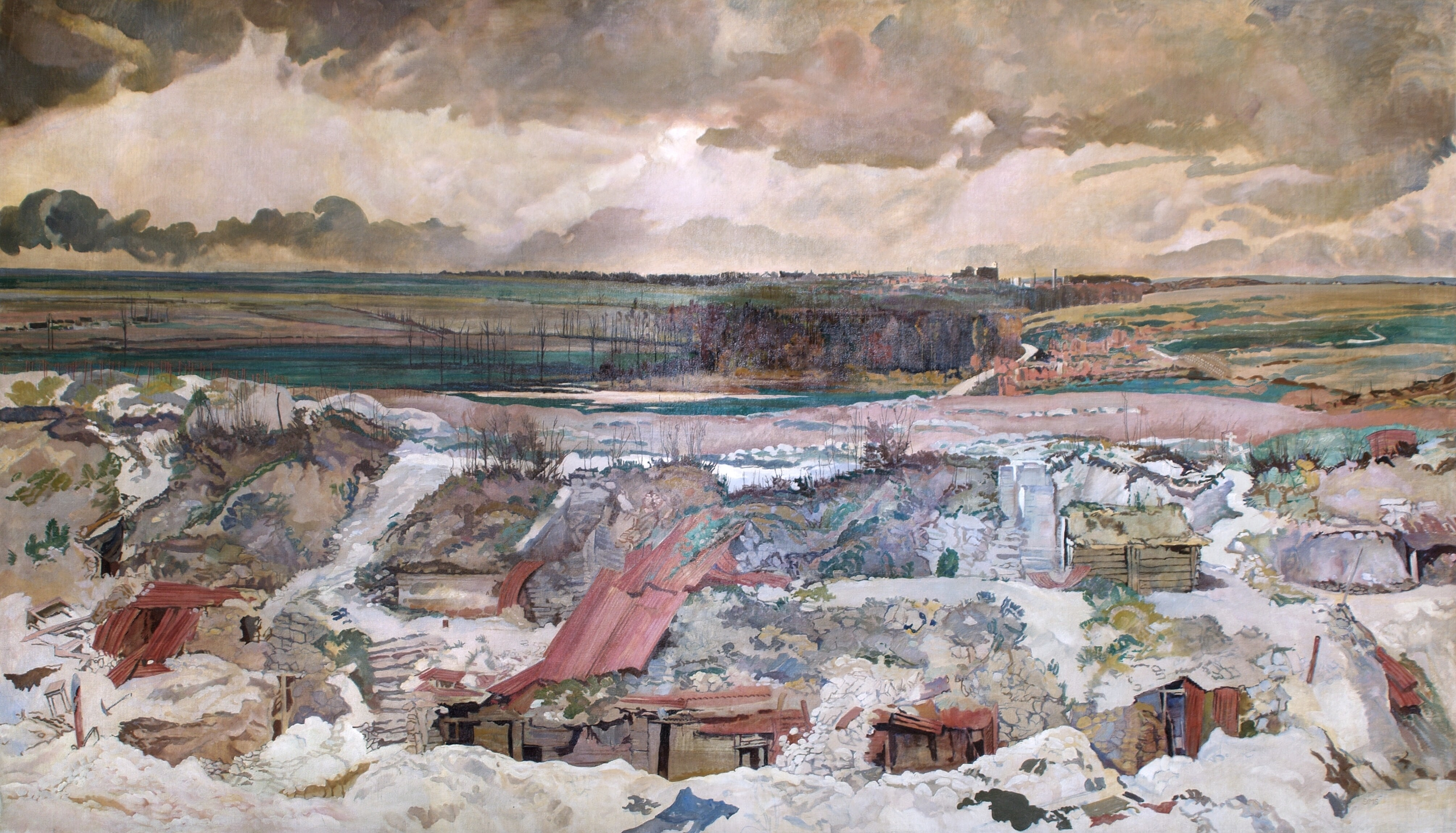
خط الجبهة الألماني القديم، أراس، 1916 (1919)
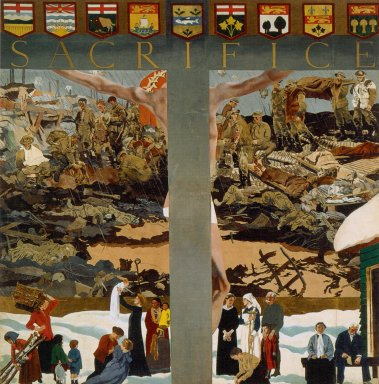
التضحية (1919)
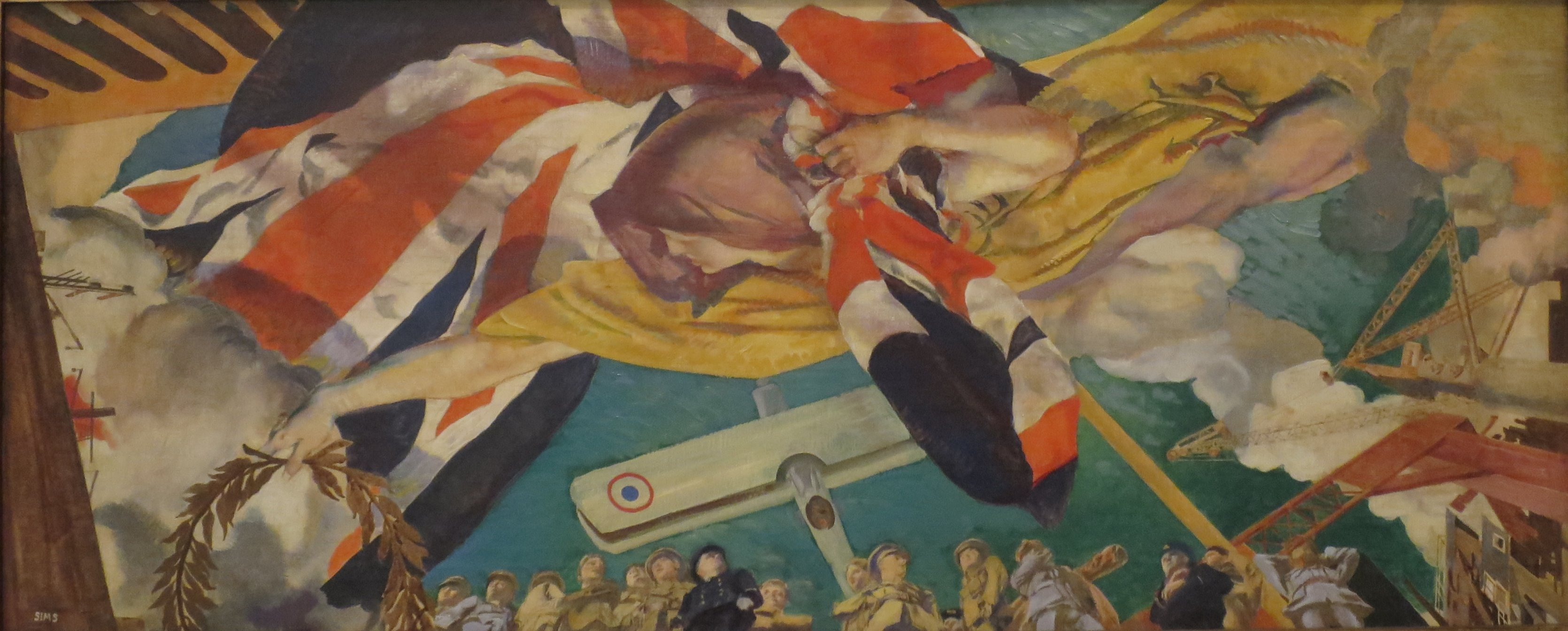
دراسة لطلاء السقف للقاعة الكبرى لمعهد المهندسين المدنيين ( ق. 1920 )

الخلافات المهنية والاضطرابات الشخصية
في العقد الأخير من حياته، أصبح عمل سيمز مثيرًا للجدل بشكل متزايد.
لوحة تقديم الليدي أستور بصفتها أول امرأة عضو في البرلمان سنة ١٩١٩ كانت بتكليف من اللورد أستور... تظهر أستور واقفة بين راعييها، رئيس الوزراء آنذاك ديفيد لويد جورج ورئيس مجلس اللوردات آرثر بلفور. نُسخة من لوحة نانسي أستور قُدمت في الأصل إلى مجلسَي البرلمان سنة ١٩٢٤ لإحياء هذه المناسبة التاريخية، وكانت مصممة لتُعلّق على الدرج الكبير المؤدي إلى قاعات اللجان. وقد تعرّضت للتخريب فور تعليقها. وتم تغطية اللوحة بقطعة قماش أثناء إجراء تحقيق بشأن مدى ملاءمتها. وفي النهاية تمت إزالتها لأن عرض لوحات لسياسيين أحياء ليس من الممارسات المعتادة.
في سنة ٢٠١٩، عُرضت نسخة باقية من اللوحة، مُعارة من ذا بوكس في بليموث، في قاعة الطعام الخاصة بالأعضاء في قصر ويستمنستر بمناسبة الذكرى المئوية لتولّي أستور مقعدها.
في سنة ١٩٢٠، عُيّن سيمز مديرًا (أو رئيسًا) لمدارس الأكاديمية الملكية للفنون، وهو إنجاز ساخر لرجل كان قد طُرد منها سابقًا كطالب. وكان المنصب يشمل إقامة في منزل برلنغتون، و"وضعه في قلب المؤسسة، كراعٍ للأجيال القادمة من الرسامين الذين يُدرّبون تدريبًا صارمًا على الأساليب التقليدية للرسم والتركيب."
بصفته مديرًا، تم تكليف سيمز برسم صورة للملك جورج الخامس، لتُضاف إلى سلسلة الأكاديمية الكاملة من صور الملوك البريطانيين منذ تأسيسها. وقد عُرضت اللوحة سنة ١٩٢٤... لكن عندما تبيّن أن الملك غير راضٍ عن معالجة سيمز المزخرفة—والتي بدت تافهة—للشكل والستائر، في سنة ١٩٢٥... أُعيدت اللوحة إلى الفنان. وعلى الرغم من موافقة سيمز على عدم عرض اللوحة، فإنه عرضها في نيويورك لبضعة أشهر، وعاد إلى هناك في العام التالي لعدة أسابيع، رسم خلالها عددًا من البورتريهات... وعندما تم الاعتراض على غيابه الطويل عن مهامه في المدارس، اختار الاستقالة. ولتفادي أي دعاية إضافية مؤذية، أعادت الأكاديمية شراء اللوحة. وجرى اتخاذ قرار أولًا بقطع الرأس وإحراقه، ثم، في نيسان ١٩٢٧، أُحرقت اللوحة كاملة في مرجل قبو منزل برلنغتون.
تُحفَظ نسخة مصغرة باقية من بورتريه جورج الخامس الذي رسمه سيمز في المعرض الوطني الاسكتلندي للصور الشخصية.
في سنة ١٩٢٥، طُلب من سيمز المساهمة في مشروع بناء بريطانيا، وهي سلسلة من اللوحات التاريخية من تنفيذ عدد من الفنانين في قاعة القديس ستيفن في قصر ويستمنستر بلندن. وعند الكشف عنها سنة ١٩٢٧، تعرّضت لوحة الملك جون يوافق على الماغنا كارتا للنقد من الصحافة وأعضاء البرلمان وفنانين آخرين بسبب طابعها الغريب.

وقد أضيف إلى هذه المصاعب المهنية والحزن المستمر على وفاة ابنه، اضطراب في حياة سيمز الشخصية. تقترح كاتبة سيرته ه. سيسيليا هولمز أن سيمز اتّخذ فيفيان جودواين عشيقة له، وهي التي عُرض بورتريه لها مع ابنها (ربما بريشة سيمز) في الأكاديمية الملكية سنة ١٩٢٤. وهناك بورتريه آخر لجودواين بريشة سيمز، غير مؤرّخ، يتّسم بقدر كبير من الحميمية. انتهت علاقته بجودواين في نهاية المطاف، لكن سيمز ظلّ مفصولًا تمامًا عن زوجته أغنيس. وعندما أخلى مقرّ المدير في منزل برلنغتون في حزيران ١٩٢٦، "لم يعد إلى زوجته وأطفاله—فزواجه في تلك المرحلة كان ميتًا إلا بالاسم—بل شرع في سلسلة من الرحلات الخارجية وإقامات طويلة كضيف في منازل أصدقائه."

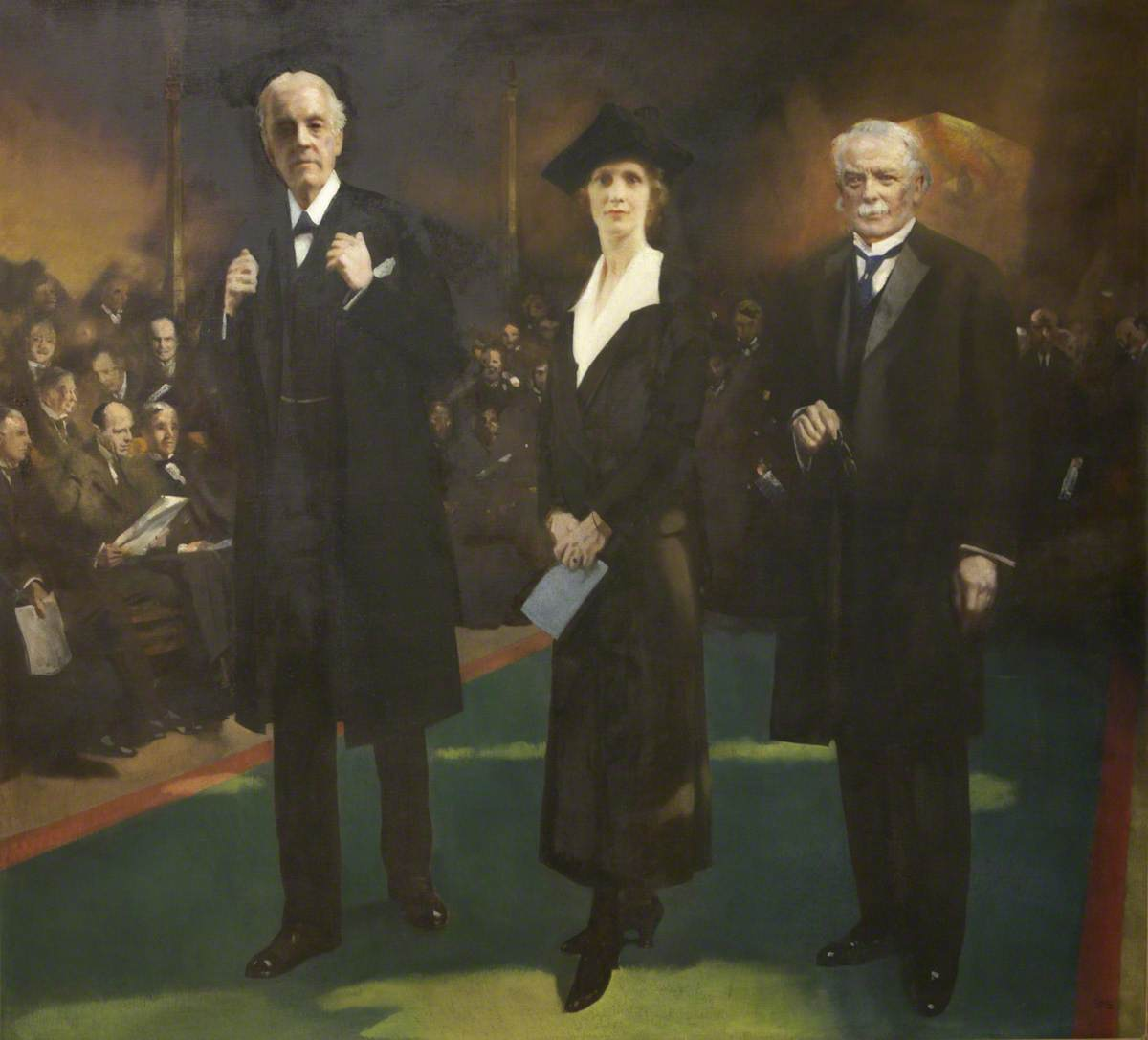
تقديم السيدة أستور كأول امرأة عضو في البرلمان ( ق. 1919 )
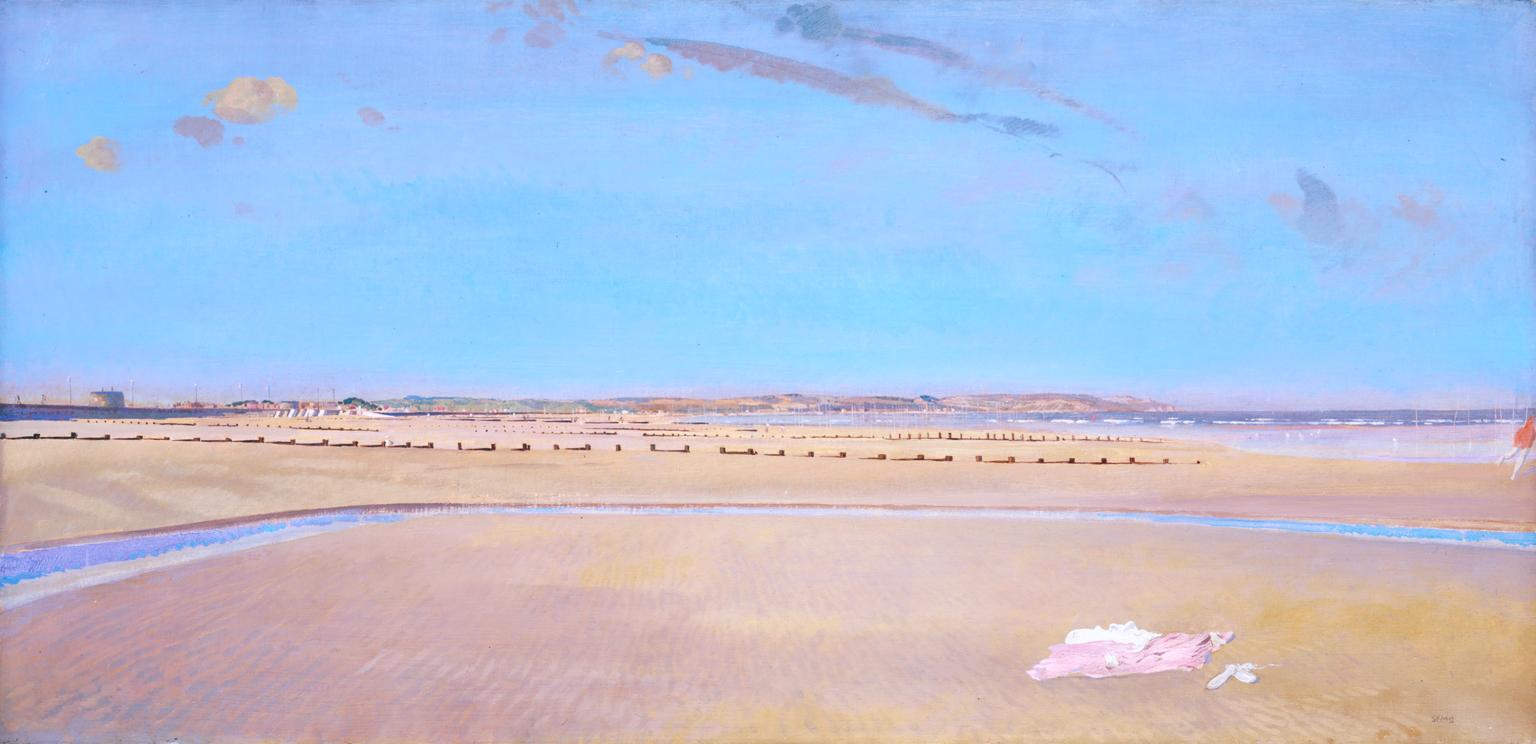
الرمال في ديمتشيرش ( ق. 1920 )
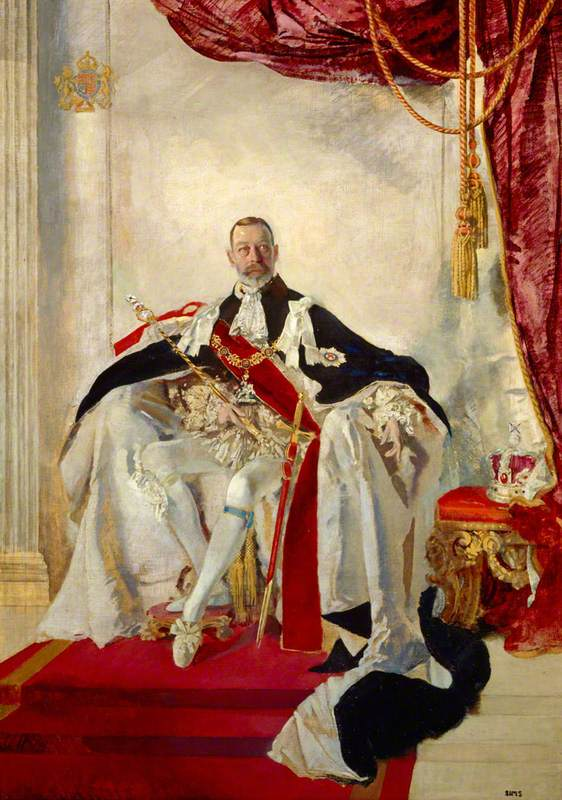
جورج الخامس (النسخة الباقية، حوالي عام 1924)
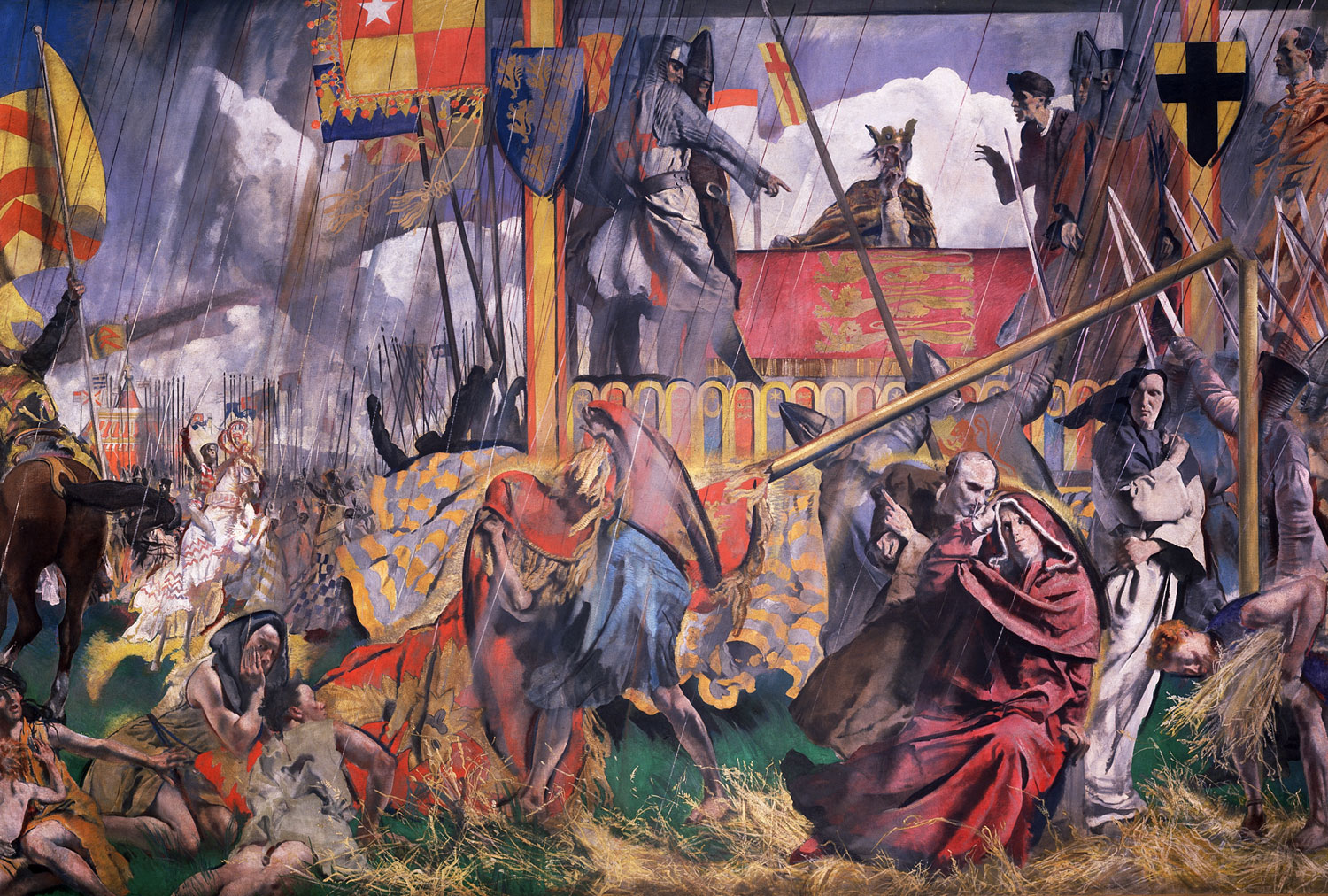
الملك جون يوافق على الميثاق الأعظم (1925-1927)
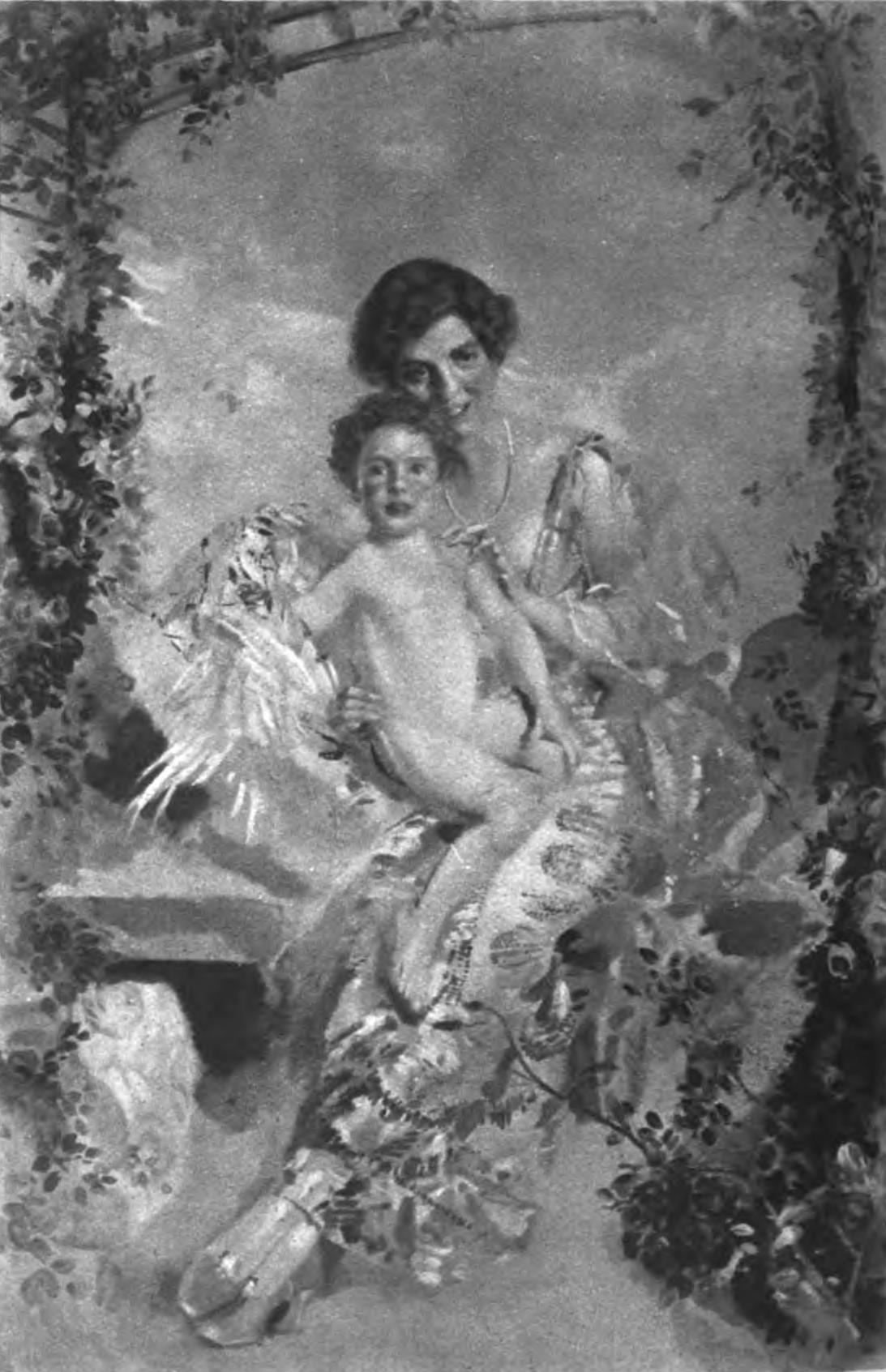
السيدة جودوين وابنها وين (1924)
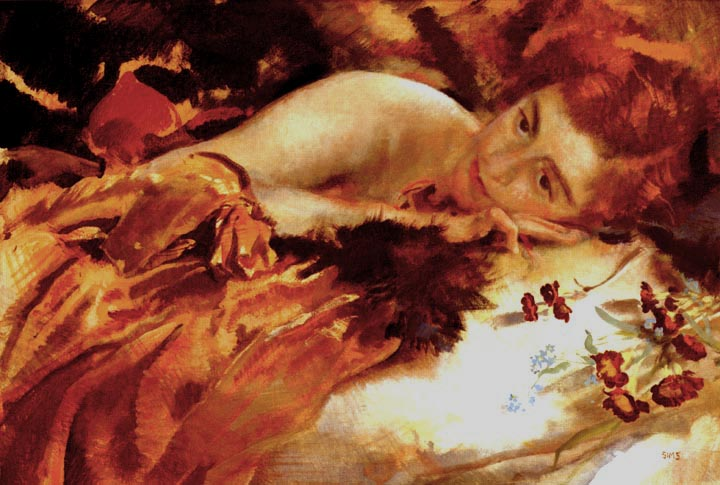
صورة لفيفيان جودوين، بدون تاريخ

## الأفكار الروحية والانتحار اللاحق
تخلّى سيمز تمامًا عن رسم البورتريهات والتصوير التمثيلي، وانطلق في المرحلة الأخيرة من مسيرته الإبداعية، التي تمخّضت عن سلسلة من اللوحات عُرفت باسم الأفكار الروحية. تُظهر هذه الأعمال دوّامات كونية مشوّهة بصريًا ومجرّدة، تتخبّط فيها أجساد عارية ومشوّهة تحت وطأة قوى هائلة مُجسّدة؛ وقد أربكت مضامينها الغامضة، وتحوّل سيمز الظاهر نحو الأسلوب الحداثي، الأوساط الفنية وصدمتها. وقد شبّه النقاد هذه اللوحات بأعمال إل غريكو، وليم بليك، فاسيلي كاندينسكي، والمستقبليين الإيطاليين.
في رسائل خاصة تعود إلى آذار ١٩٢٨، كتب سيمز عن "كربٍ نفسي شديد"، قائلًا إن "شيئًا قد حدث في مكان بعيد، شيئًا لن أخجل من إخبارك به ذات يوم"؛ ويُعتقد أنه كان يشير إلى انفصاله عن زوجته، وهو ما زاد من عزلته أثناء حزنه المستمر على فقدان ابنه. في ١٣ نيسان ١٩٢٨، قبل أسابيع من افتتاح معرض الأكاديمية الملكية الذي كان سيشمل ستًا من لوحات الأفكار الروحية في ٧ أيّار، انتحر غرقًا في نهر تويد قرب سانت بوزولز في اسكتلندا، بعدما قفز من قنطرة ليدرفوت وجيوبه مليئة بالحجارة.
أثار محتوى اللوحات قلق مشاهدي المعرض في ذلك الوقت، خصوصًا فيما يتعلّق بالحالة النفسية لسيمز وانتحاره، واعتبروا استقبال النقاد للمعرض قاسيًا وغير حساس. أما رئيس الأكاديمية الملكية، السير فرانك ديكسي، الذي كان قد أشرف سابقًا على تدمير بورتريه سيمز للملك جورج الخامس، فقال إن اللوحات كانت "على نقيض واضح مع جميع أعماله السابقة"، مشيرًا إلى "تغيّر عنيف في ذهنيته."
وفي نهاية المطاف، ومن أجل التعامل مع فضول الجمهور، نُشرت جميع اللوحات الستّ من الأفكار الروحية بالألوان في الصحافة الشعبية؛ وجاء عنوان في نيويورك تايمز يقول: "صور المنتحر تُذهل لندن." وبعد أشهر، حين عُرضت أربع من الأفكار الروحية في الولايات المتحدة ضمن معرض كارنيغي الدولي السنوي، كانت "دون شك الحدث الأكثر تأثيرًا في ذلك المعرض."
تناول فرانك راتر، ناقد صحيفة صنداي تايمز، الحالة النفسية لسيمز بقوله:
"رجل يعاني من أرق مزمن قد لا يكون مسؤولًا تمامًا عن تصرفاته، لكنه ليس بالضرورة مجنونًا. الإيحاء بأن هناك دلائل على جنون في هذه الأعمال الأخيرة – والأجمل – من ريشته، إنما يُظهر جهلًا مؤسفًا، ويُعدّ إساءة غير مستحقّة لذكرى رسّام لطيف وعقلاني."
وقد تأمّل سيمز نفسه في الأفكار الروحية في مقال نُشر بعد وفاته:
كنت أطمح إلى تصوير مواضيع تنبع من الرقة والحماية، لتصوّر إلهًا محبًا. [...] لكن الإله الحقيقي، الإله الذي يعترف به عقلنا، قاسٍ، يتسامح مع الحرب، يخلق الأهواء، ويملأ البشر باللاإنسانية بحيث يُلحقون الأذى ببعضهم البعض وبالحيوانات، ويدفع الحيوانات إلى افتراس بعضها البعض، مسببًا آلامًا فظيعة ومطوّلة. [...] كيف لنا أن نكتب عن، أو نرسم رموز، إله رحيم؟
كتب آلان سيمز عن انتحار والده:

"لقد تبع فلسفة المتعة حتى نهايتها المنطقية، وتوقّف عن الحياة عندما توقّف عن الإيمان بالسعادة القادمة."

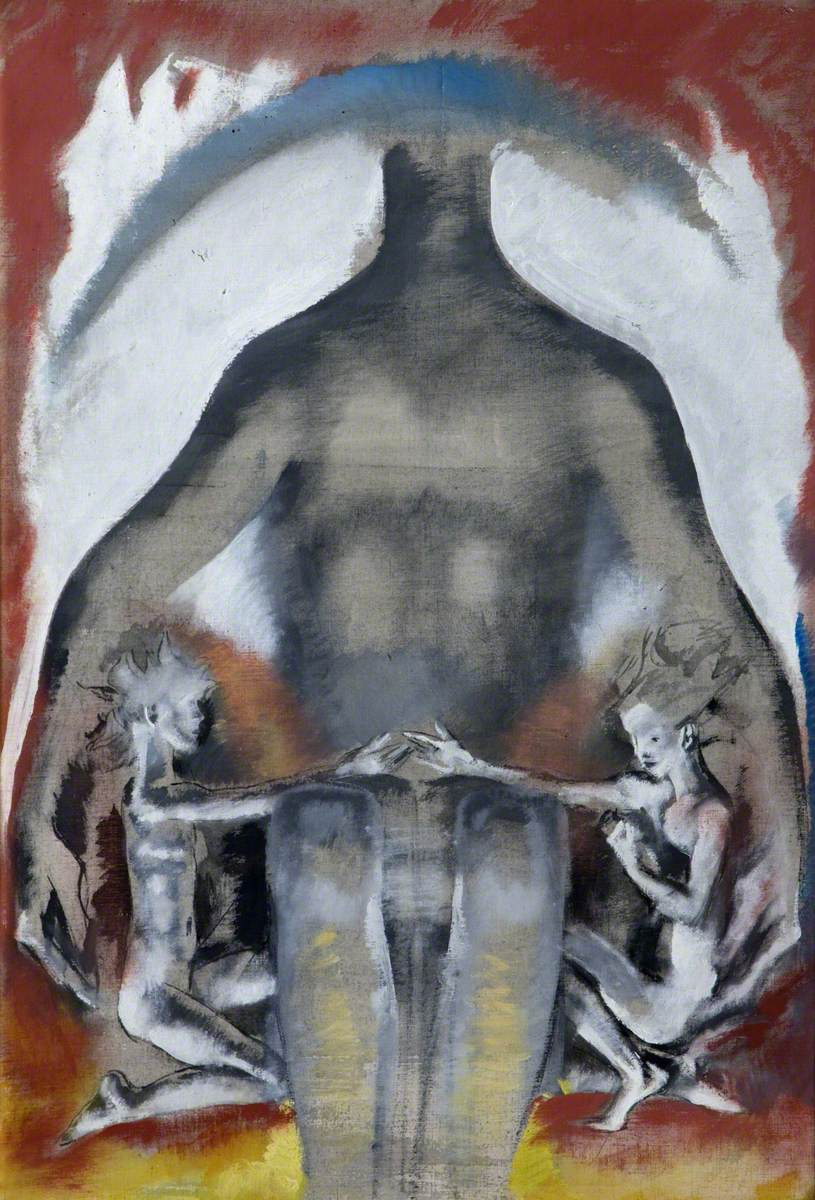
القديسين والخطاة ( ق. 1927 )
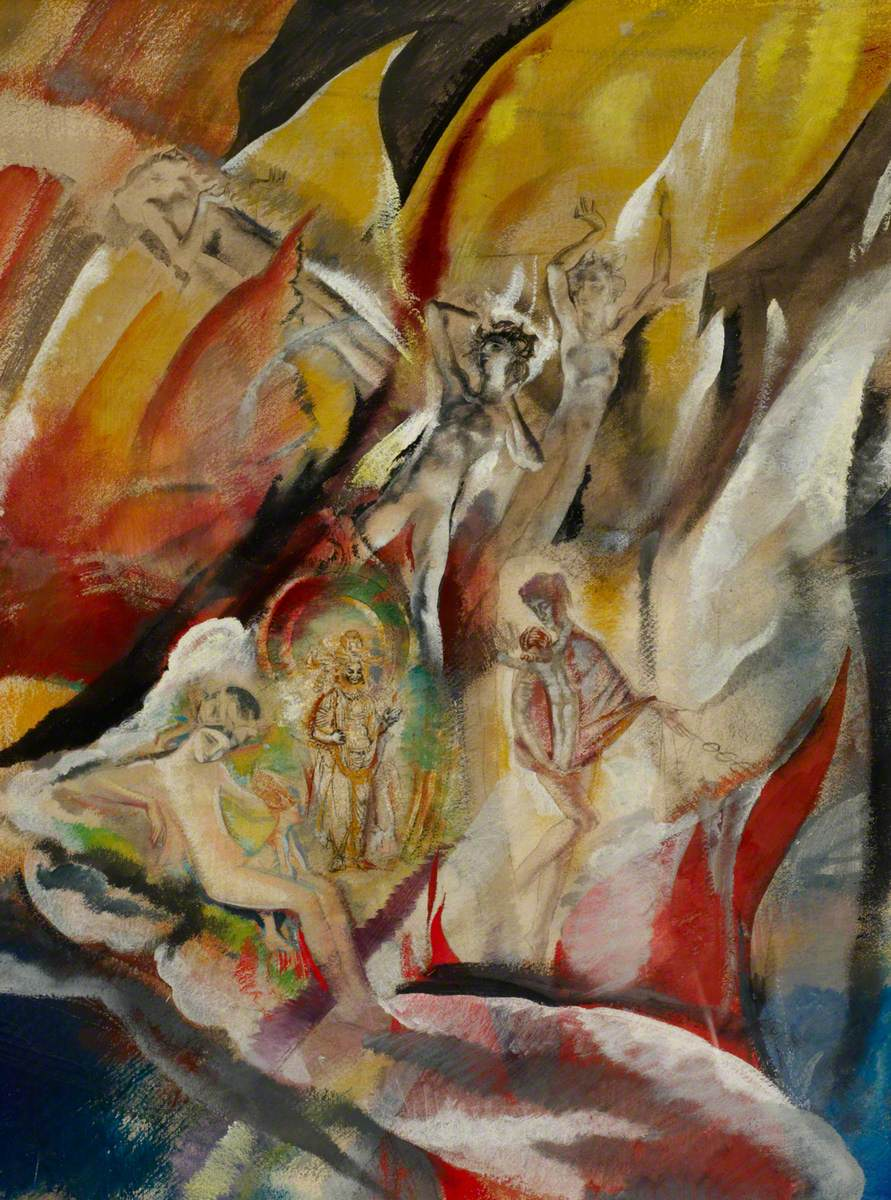
حشود من النفوس الصغيرة في اللهب (1927)
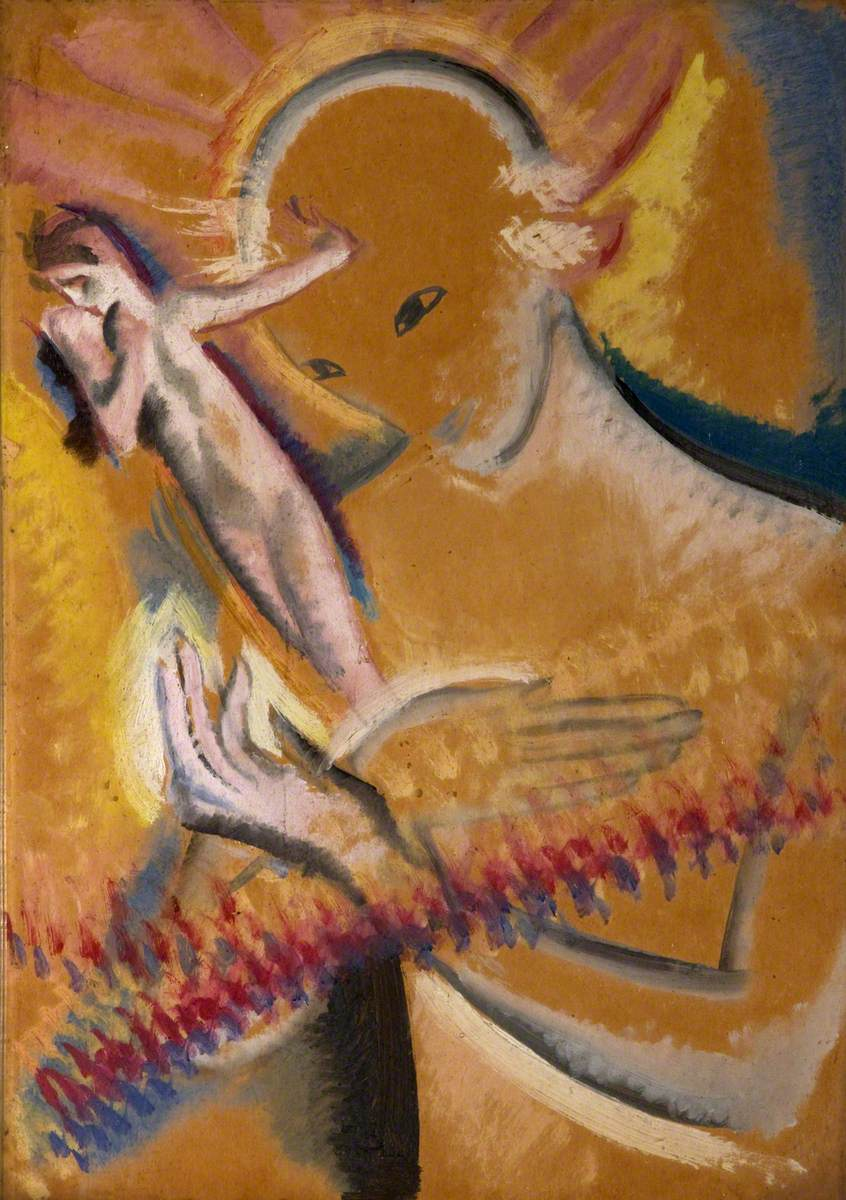
آخر تظاهر للإنسان بالاكتمال في اللامبالاة ( ق. 1927 )
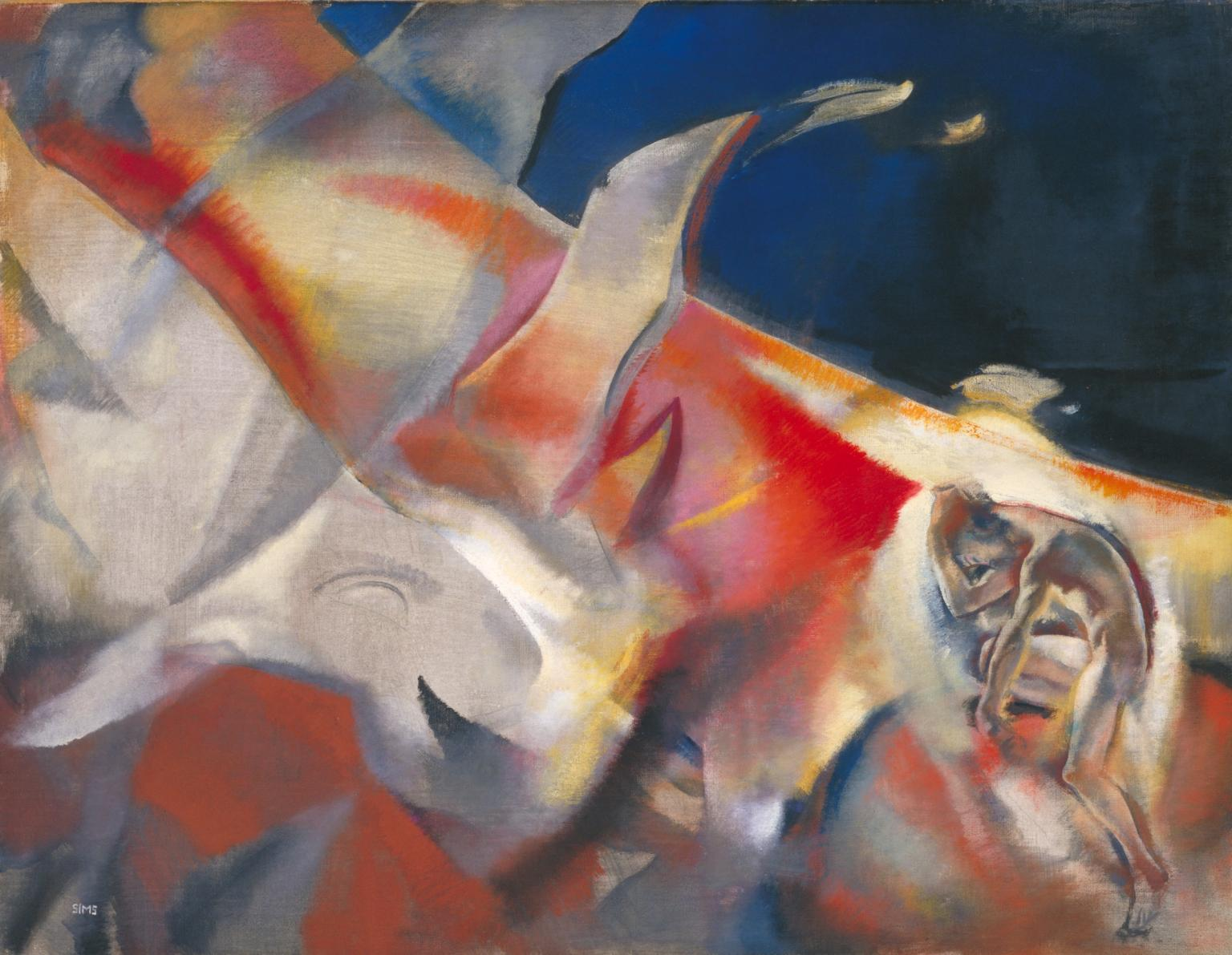
أنا الهاوية وأنا النور (1928)
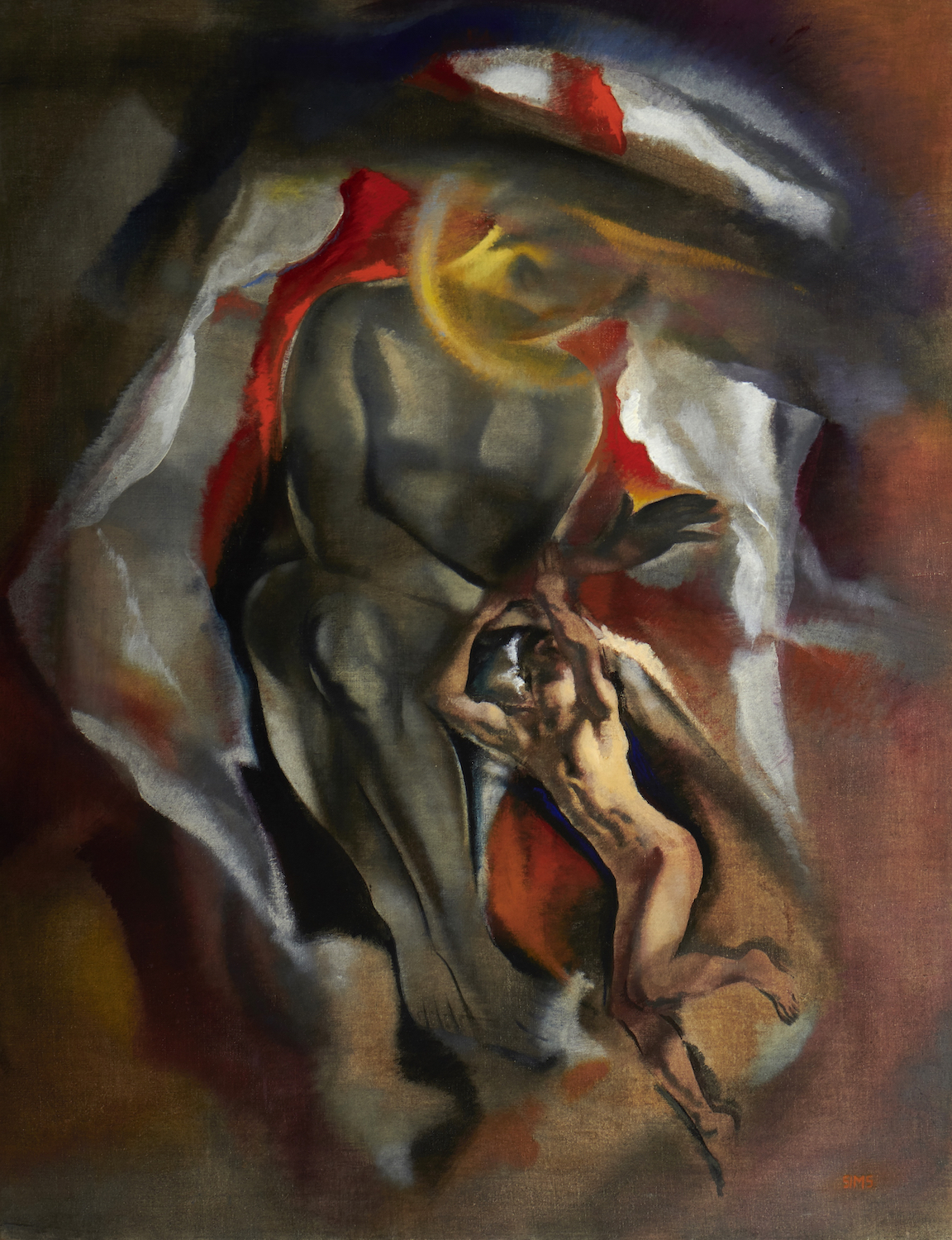
ألمي تحت يدك الحامية ( ق. 1928 )

## الإرث

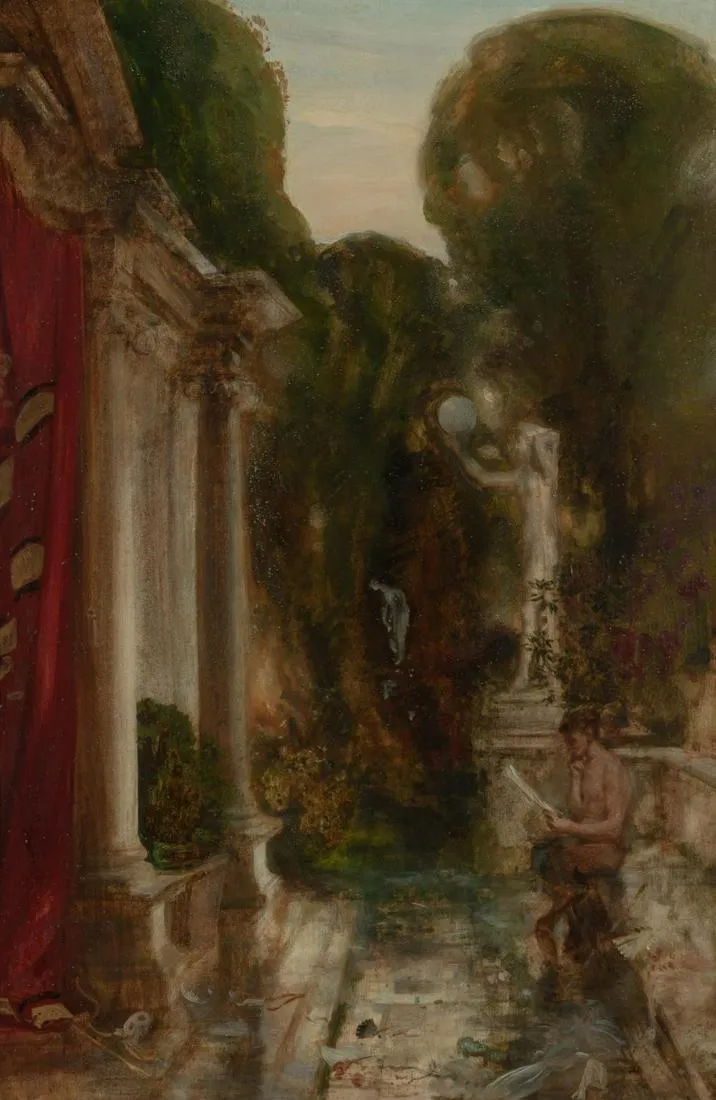
كانت لوحة "الفون - خاتمة" (بدون تاريخ؛ مجموعة خاصة) من بين أكثر من 80 عملاً لسيمز عرضتها الأكاديمية الملكية في عام 1933؛ ربما كانت "تكملة" للوحة "الفون الصغير" ، وفي كلتا الحالتين كانت صورة ذاتية خيالية للفنان، الذي شعر دائمًا بأنه منفصل بسبب عرجه.

في عام ١٩٣٣، قدّمت الأكاديمية الملكية معرضًا تذكاريًا لأعمال الأعضاء الراحلين، تضمّن أكثر من ٨٠ عملًا لتشارلز سيمز، وكان بمثابة استعراض شامل لمسيرته الفنية.
كتب الخبير في أعمال دافنشي، إدوارد مكيردي:
امتلك سيمز روح الخيال بدرجة نادرة... خُصصت له قاعتان في بيرلينغتون هاوس. في إحداهما، تُرى أشكال شاعرية تنعم في فضاءات مشمسة وواضحة، وتُعاد صياغة الأساطير القديمة بمعانٍ جديدة، أو تتحوّل الحقيقة إلى خيال بروح مماثلة... أما القاعة الأخرى فتحتوي بمعظمها على تلك الرؤى الغائمة من سنواته الأخيرة، حيث بدا أن روحه تسعى جاهدة للتعبير عمّا لا يُعبّر عنه. لقد شهد الحرب ورسم خرابها... قد يفترض المرء أن استحضار هذه الذكريات الكابوسية جلب شيئًا شبيهًا بصدمة القذائف لقواه الإبداعية. في القاعة الأخرى [نرى] الكثير مما يعود إلى الفترة التي كانت فيها قواه في أوج نضارتها وعفويتها، الكثير مما يودّ المرء التوقف عنده والتأمل فيه وتذكّره... ولكن، عندما تنقضي غيوم الزمن، وتجد الفنون، استجابة بطرق غامضة لتحوّلات الروح البشرية، أشكالًا جديدة للتعبير، فهل ستبقى تلك الأعمال مُرضية دون تحفظ أكثر مما تفعل، لنقل، أعمال السير نويل باتون في الوقت الحاضر؟[٣٥]
وفي عام ١٩٣٤، نُشر بعد وفاته كتاب صناعة الصور: التقنية والإلهام لتشارلز سيمز، وقد وُصف بأنه "زاخر بالبصائر حول نظرية الرسم وممارسته." تضمّن هذا المجلد المصوّر أيضًا ملاحظات سيمز حول لوحاته الخاصة ومقاطع من يومياته الخاصة، إلى جانب دراسة نقدية طويلة عن حياته وأعماله كتبها ابنه آلان سيمز، مما جعله مصدرًا لا يُقدّر بثمن للباحثين ومؤرخي الفن.
أما اللوحات المبكرة التي أسست لمسيرته، مثل الطفولة، فقد "أظهرت طرافة كانت دارجة في لندن الإدواردية، لكنها أضرت لاحقًا بإمكانية إحياء الاهتمام بأعماله في أواخر القرن العشرين." ومع ذلك، فإن العديد من أبرز أعماله لا تزال محفوظة في مجموعات المتاحف، ومهما كان مصير سمعته، فإن اللوحات نفسها صُممت لتدوم. يؤكد آلان سيمز أن والده، بدءًا من حوالي عام ١٩٠٩، أجرى أبحاثًا مضنية وطوّر "طريقة للرسم بالتمبرا مع تشطيب زيتي"، وكانت
أهم مساهماته في تاريخ الفن البريطاني. وبحلول نهاية حياته، كان بإمكانه الادعاء بأنه استعاد التركيبة الكيميائية التي تمكّن بعض اللوحات من الحفاظ إلى أجل غير مسمّى على السطوع الذي خرجت به من فوق الحامل، بينما تغيّر بعضها الآخر لونه حتى خلال ذاكرة الفنان، لتكون محكومًا عليها بفقدان معظم أصباغها الأصلية على يد المرمّمين... كان تشارلز سيمز يرى أن اللوحة الجديرة بأن تُرسم، جديرة بأن تُرسم لتبقى، بناءً على افتراض معقول مفاده أن ما يحوّل الفنان الحي إلى "أستاذ قديم" هو قدرة الأصباغ على البقاء.
منذ عام ٢٠٠٥، تناولت ثلاث أطروحات دكتوراه أعمال سيمز ولوحاته بشكل موسّع. في أطروحتها ذاكرة مضيئة لتبقى: حياة وأعمال تشارلز سيمز الأكاديمي الملكي (١٨٧٣–١٩٢٨)، قامت ه. سيسيليا هولمز، من خلال أرشيف رسائل سيمز ويومياته وصوره في جامعة نورثمبريا، برسم صورة إنسانية جدًا لهذا الفنان. وكانت هولمز أول باحثة تقترح وجود علاقة بين زواج فيفيان جودوين الثاني وقرار سيمز بالانتحار.

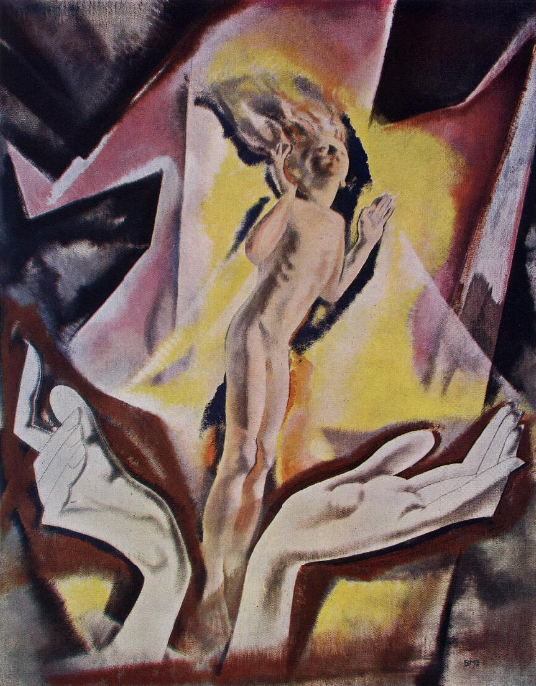
ها أنا ذا ، 1927-1928، مكان غير معروف.

على مدى قرابة قرن من الزمان، طاردت إرث تشارلز سيمز شائعات تتعلق بالجنون. فقد كرّر كتالوج معرض الرومانسيون الأخيرون في معرض باربيكان الفني سنة ١٩٨٩ (والذي تضمن أربع لوحات لسيمز) الفكرة القائلة إن لوحاته الأخيرة كانت "على ما يبدو نتاج عقل مضطرب بشدة." وكان إدراج أعمال سيمز في البداية ضمن مجموعة متحف بثلهم للعقل يرجع، على ما يبدو، إلى "الاعتقاد بأن سيمز كان يعاني من اضطراب عقلي خطير." وفي القرن الحادي والعشرين، ذهبت إحدى المعارض المتخصصة في فنون المنعزلين إلى حد الادعاء، من دون أي دليل داعم، بأن سيمز كان مصابًا بالفصام. وفي نهاية المطاف، كما تقرّ مؤسسة بثلهم:
في الوقت الحاضر، لا نعرف الكثير عن حالته الذهنية الحقيقية، لكن يبدو أنه لا شك في أن أعماله الفنية قد تأثرت بعمق، من حيث الأسلوب والمضمون، بالاضطراب العقلي الذي كان يمرّ به. ولا شك إطلاقًا أن أقوى وأصيلة لوحات مسيرته كلها موجودة بين هذه الأعمال الأخيرة."
كتب آلان سيمز أن سلسلة الأفكار الروحية التي أبدعها والده كانت "أعظم وأواخر أعمال حياته."
وفي سنة ١٩٢٩، عندما استحوذ متحف كليفلاند للفنون على لوحة سيمز ها أنا ذا، كتب أمين المتحف ويليام ماثيوسن ميليكن:
...في عذاب الروح، وجد عبقريته وسيلة تتناسب مع أفكاره. لقد ظهرت عبقريته، وقد تجرّدت من كل ما هو سطحي، في ست لوحات صوفية تُعدّ بحق وصيته الأخيرة. إنها صرخة ألمه، الـ دي بروفونديس الخاصة به. لم يسبق له طوال حياته، كفنان حساس، أن تجاوز حدود الامتياز الرفيع. لكن في تلك الأيام الأخيرة... وجد في الرسم، وسيلته الطبيعية للتعبير، الراحة التي سعى إليها — فلسفة كانت كافية، وإيمان صوفي يمكن أن يُبقيه صامدًا. لكن أعصابه المشدودة لم تحتمل المزيد... وحده الزمن يمكن أن يقول الكلمة الأخيرة بشأن عظمة سيمز القصوى. ومن المؤكد أنه لا سلف مباشر له، ولا يمكن أن يكون له خلف مباشر.
وفي سنة ١٩٦٥، أزال متحف كليفلاند للفنون لوحة ها أنا ذا من مجموعته. وموقع اللوحة الحالي غير معروف.

## في مجموعات المتاحف

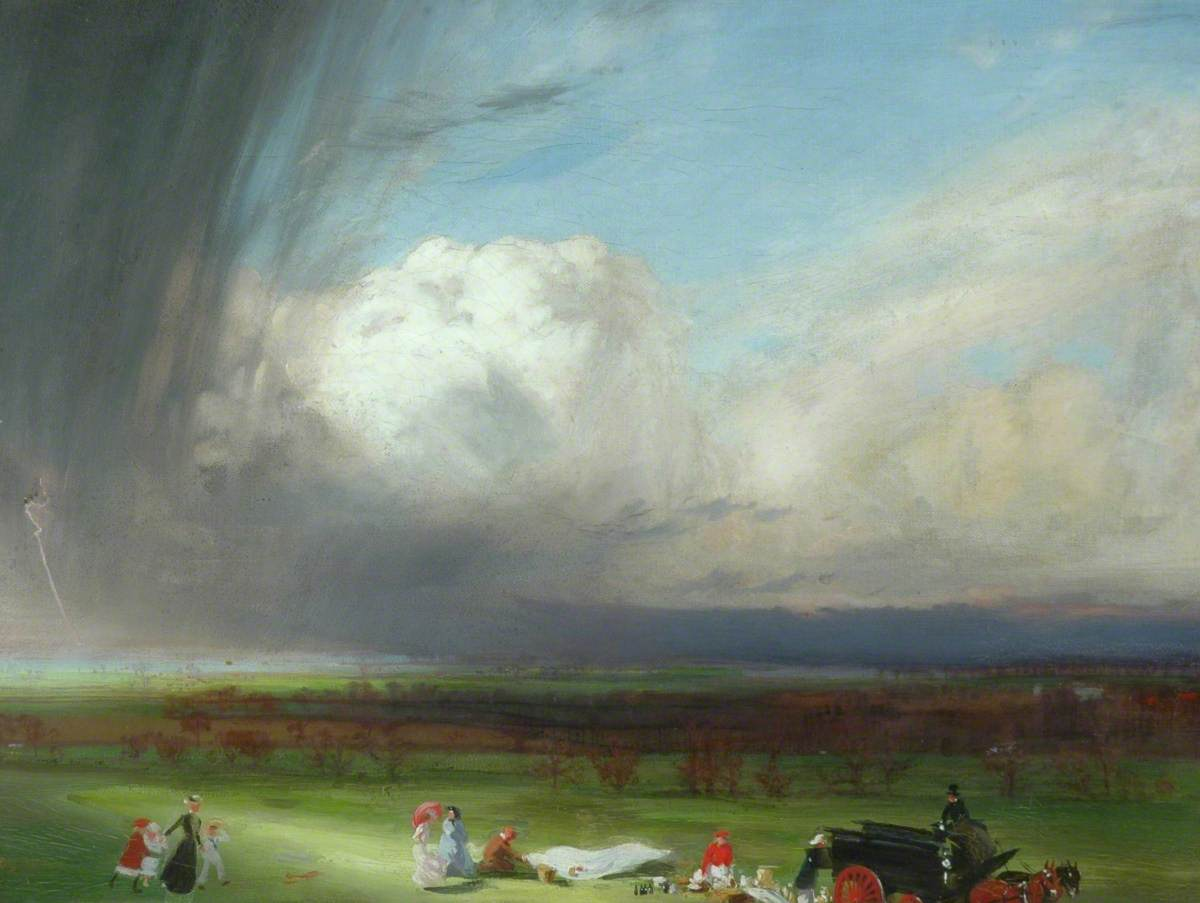
نزهة متقطعة ، 1901، قاعة كارترايت.

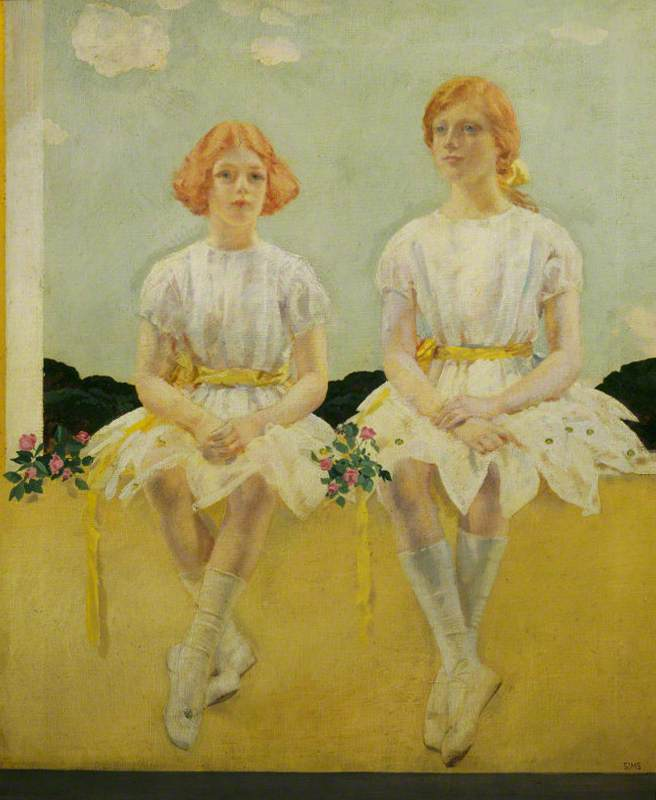
فتاتان جالستان: ديانا وسارة تشرشل ، 1922، الصندوق الوطني ، تشارتويل.

### لندن
- كليو والأطفال ، 1913 و1915، الأكاديمية الملكية للفنون
- الملك جون يوافق على الميثاق الأعظم ، 1925-1927، قصر وستمنستر
- النافورة ، 1907-1908؛ الغابة وراء العالم ، 1913؛ الرمال في ديمتشيرش ، حوالي 1920-1922؛ أنا الهاوية وأنا النور ، 1928، تيت
- مقلع مُموّه: بين شيريزي وهينديكورت ، ١٩١٦؛ "التضحية": دراسة للوحة في أوتاوا ، ١٩١٨؛ "أرض نود " (ملصق) ، ١٩١٧، متاحف الحرب الإمبراطورية
- السيدة ليليان بريثويت ، حوالي عام 1902، مجموعات نادي جاريك
- صورة شاب ؛ طموح ، ١٩٢٧؛ حشود من النفوس الصغيرة في لهيب ، ١٩٢٧؛ فكرة روحية ، ١٩٢٧؛ أرجوحة ؛ ألمي تحت يدك الحامية ، ١٩٢٧ ، متحف بيت لحم للعقل

### المملكة المتحدة
- فتاتان جالستان: ديانا وسارة تشرشل ، 1922، الصندوق الوطني ، تشارتويل .
- الفون الصغير ، نسخة 1905-1906، متحف فيتزويليام ؛ الفون الصغير ، نسخة 1908، متحف رويال كورنوال
- تقديم السيدة أستور كأول امرأة عضو في البرلمان ، حوالي عام 1919، ذا بوكس، بليموث
- ما هذا بالنسبة لي ولكم، أيها الذين تشربون الخمر بشراهة؟، ١٨٩٥، معرض ليدز للفنون
- نزهة متقطعة ، 1901، قاعة كارترايت
- آخر تظاهر للإنسان بالاكتمال في اللامبالاة ، 1927، متحف أولستر
- جورج الخامس ، حوالي عام 1924، المعرض الوطني الاسكتلندي للصور الشخصية
- السيدة ماكويرتر ، مركز مدينة الفنون ، إدنبرة

### في مكان آخر
- لانفانس (الطفولة) ، 1897، متحف دورسيه
- تضحية ، حوالي عام 1918، متحف الحرب الكندي
- عبادة الطفل ، حوالي عام 1909، متحف كليفلاند للفنون
- مهرجان الجزيرة ، 1907، معرض الفنون في نيو ساوث ويلز
- على بحار الصيف ، حوالي عام ١٩٠٤؛ صورة امرأة حوالي عام ١٩٠٥؛ وفاة العام ، ١٩١٠-١٩١٢ ، متحف نيوزيلندا تي بابا تونغاريوا
- باتشاناليا ، متحف الارميتاج